# Kwalificatiefase voor het hoofdtoernooi van de UEFA Champions League 2022/23
De kwalificatiefase voor het hoofdtoernooi van de UEFA Champions League 2022/23 begon op 21 juni en eindigde op 24 augustus 2022. In totaal namen 52 teams deel aan de kwalificatiefase.

## Data
Alle lotingen vonden plaats in het UEFA hoofdkantoor in Nyon, Zwitserland.
| Fase         | Ronde                    | Datum loting    | Heenwedstrijd                     | Terugwedstrijd             |
| ------------ | ------------------------ | --------------- | --------------------------------- | -------------------------- |
| Kwalificatie | Voorronde                | 7 juni 2022     | 21 juni 2022 (halve finalerondes) | 24 juni 2022 (finaleronde) |
| Kwalificatie | Eerste kwalificatieronde | 14 juni 2022    | 5 en 6 juli 2022                  | 12 en 13 juli 2022         |
| Kwalificatie | Tweede kwalificatieronde | 15 juni 2022    | 19 en 20 juli 2022                | 26 en 27 juli 2022         |
| Kwalificatie | Derde kwalificatieronde  | 18 juli 2022    | 2 en 3 augustus 2022              | 9 augustus 2022            |
| Play-off     | Play-offronde            | 1 augustus 2022 | 16 en 17 augustus 2022            | 23 en 24 augustus 2022     |

## Instroming per ronde
In onderstaande lijst is te zien welk land wanneer instroomde en met hoeveel teams het deelnam.
|                                     |                                     | Teams nieuw deze ronde:                                                           | Teams van de vorige ronde:                                     |
| ----------------------------------- | ----------------------------------- | --------------------------------------------------------------------------------- | -------------------------------------------------------------- |
| Voorronde (4 teams)                 | Voorronde (4 teams)                 | - 4 nummers 1 van de landen 52-55                                                 |                                                                |
| Eerste kwalificatieronde (30 teams) | Eerste kwalificatieronde (30 teams) | - 29 nummers 1 van de landen 22–51 (zonder Liechtenstein)                         | - 1 winnaar van de voorronde                                   |
| Tweede kwalificatieronde            | Kampioenen (20 teams)               | - 5 nummers 1 van de landen 17-21                                                 | - 15 winnaars van de eerste kwalificatieronde                  |
| Tweede kwalificatieronde            | Niet-kampioenen (4 teams)           | - 4 nummers 2 van de landen 12–15                                                 |                                                                |
| Derde kwalificatieronde             | Kampioenen (12 teams)               | - 2 nummers 1 van de landen 15-16                                                 | - 10 winnaars van de tweede kwalificatieronde (Kampioenen)     |
| Derde kwalificatieronde             | Niet-kampioenen (8 teams)           | - 4 nummers 2 van de landen 7-11 (zonder Rusland) - 2 nummers 3 van de landen 5-6 | - 2 winnaars van de tweede kwalificatieronde (Niet-kampioenen) |
| Play-offronde                       | Kampioenen (8 teams)                | - 2 nummers 1 van de landen 13-14                                                 | - 6 winnaars van de tweede kwalificatieronde (Kampioenen)      |
| Play-offronde                       | Niet-kampioenen (4 teams)           |                                                                                   | - 4 winnaars van de tweede kwalificatieronde (Niet-kampioenen) |

## Deelnemende clubs
Onderstaande tabel geeft alle deelnemende clubs weer. Ook toont het in welke ronde de club van start ging en in welke ronde het werd uitgeschakeld.
| Competitie | Voorronde                                           | Voorronde | Eerste kwalificatieronde | Eerste kwalificatieronde | Tweede kwalificatieronde | Tweede kwalificatieronde | Derde kwalificatieronde | Derde kwalificatieronde | Play-offronde        | Play-offronde |
| | Team                                                | Coeff.    | Team                     | Coeff.                   | Team                     | Coeff.                   | Team                    | Coeff.                  | Team                 | Coeff.        |
| --- | --------------------------------------------------- | --------- | ------------------------ | ------------------------ | ------------------------ | ------------------------ | ----------------------- | ----------------------- | -------------------- | ------------- |
| Kampioenen | Levadia Tallinn 1                                   | 4.750     | CFR Cluj 2               | 19.500                   | Olympiakos Piraeus 3     | 41.000                   | PFK Ludogorets 2        | 23.000                  | Dinamo Zagreb 3      | 49.500        |
| Kampioenen | La Fiorita 1                                        | 4.000     | The New Saints 2         | 08.500                   | Malmö FF 2               | 23.500                   | Sheriff Tiraspol 2      | 22.500                  | Rode Ster Belgrado 4 | 46.000        |
| Kampioenen | Inter Club d'Escaldes 1                             | 3.000     | Lincoln Red Imps 2       | 07.250                   | NK Maribor 2             | 14.000                   | Ferencváros 2           | 15.500                  | FC Kopenhagen 5      | 40.500        |
| Kampioenen |                                                     |           | Zrinjski Mostar 2        | 07.000                   | Slovan Bratislava 2      | 13.000                   | Apollon Limasol 4       | 14.000                  | FC Viktoria Pilsen 3 | 31.000        |
| Kampioenen | Sjachtjor Salihorsk 2                               | 06.250    | HJK Helsinki 2           | 08.500                   | FK Žalgiris 2            | 08.000                   | FK Qarabağ 2            | 25.000                  |                      |               |
| Kampioenen | Sutjeska Nikšić 2                                   | 06.250    | F91 Dudelange 2          | 08.500                   | Pyunik Erevan 2          | 04.250                   | FK Bodø/Glimt 2         | 17.000                  |                      |               |
| Kampioenen | KÍ Klaksvík 2                                       | 06.250    | Shamrock Rovers 2        | 07.000                   |                          |                          | Maccabi Haifa 3         | 07.000                  |                      |               |
| Kampioenen | Lech Poznań 2                                       | 06.000    | Linfield FC 2            | 07.000                   | Trabzonspor 5            | 05.500                   |                         |                         |                      |               |
| Kampioenen | Hibernians FC 2                                     | 05.500    | FC Zürich 3              | 07.000                   |                          |                          |                         |                         |                      |               |
| Kampioenen | Tobyl Qostanay 2                                    | 04.500    | KF Shkupi 2              | 04.500                   |                          |                          |                         |                         |                      |               |
| Kampioenen | FK RFS 2                                            | 04.000    |                          |                          |                          |                          |                         |                         |                      |               |
| Kampioenen | Dinamo Batoemi 2                                    | 03.250    |                          |                          |                          |                          |                         |                         |                      |               |
| Kampioenen | KF Tirana 2                                         | 02.750    |                          |                          |                          |                          |                         |                         |                      |               |
| Kampioenen | KF Ballkani 2                                       | 01.633    |                          |                          |                          |                          |                         |                         |                      |               |
| Kampioenen | Víkingur Reykjavík 1                                | 01.075    |                          |                          |                          |                          |                         |                         |                      |               |
| |                                                     |           |                          |                          |                          |                          |                         |                         |                      |               |
| Niet-kampioenen |                                                     |           |                          |                          | Fenerbahçe SK 3          | 14.500                   | AS Monaco 4             | 26.000                  | SL Benfica 4         | 61.000        |
| Niet-kampioenen | AEK Larnaca 3                                       | 07.500    | FC Midtjylland 3         | 19.000                   | Rangers FC 4             | 50.250                   |                         |                         |                      |               |
| Niet-kampioenen |                                                     |           | Sturm Graz 4             | 07.770                   | FC Dynamo Kiev 3         | 44.000                   |                         |                         |                      |               |
| Niet-kampioenen | Union Sint-Gillis 4                                 | 06.120    | PSV 4                    | 33.000                   |                          |                          |                         |                         |                      |               |
| |                                                     |           |                          |                          |                          |                          |                         |                         |                      |               |
| \| Legenda \| \| \| Symbool/kleur \| \| \| 1 \| Ingestroomd in de voorronde \| \| 2 \| Ingestroomd in de eerste kwalificatieronde \| \| 3 \| Ingestroomd in de tweede kwalificatieronde \| \| 4 \| Ingestroomd in de derde kwalificatieronde \| \| 5 \| Ingestroomd in de play-offronde \| \| \| Door naar het hoofdtoernooi van de Champions League \| \| \| Door naar het hoofdtoernooi van de Europa League \| |                                                     |           |                          |                          |                          |                          |                         |                         |                      |               |
| Legenda |                                                     |           |                          |                          |                          |                          |                         |                         |                      |               |
| Symbool/kleur |                                                     |           |                          |                          |                          |                          |                         |                         |                      |               |
| 1 | Ingestroomd in de voorronde                         |           |                          |                          |                          |                          |                         |                         |                      |               |
| 2 | Ingestroomd in de eerste kwalificatieronde          |           |                          |                          |                          |                          |                         |                         |                      |               |
| 3 | Ingestroomd in de tweede kwalificatieronde          |           |                          |                          |                          |                          |                         |                         |                      |               |
| 4 | Ingestroomd in de derde kwalificatieronde           |           |                          |                          |                          |                          |                         |                         |                      |               |
| 5 | Ingestroomd in de play-offronde                     |           |                          |                          |                          |                          |                         |                         |                      |               |
| | Door naar het hoofdtoernooi van de Champions League |           |                          |                          |                          |                          |                         |                         |                      |               |
| | Door naar het hoofdtoernooi van de Europa League    |           |                          |                          |                          |                          |                         |                         |                      |               |

## Kwalificatiefase
De UEFA hanteert de volgende voorwaarden bij de lotingen.
- Clubs uit de landen Servië en Kosovo kunnen niet tegen elkaar loten. Dit geldt ook voor de landen Bosnië en Herzegovina en Kosovo, maar ook voor Armenië en Azerbeidzjan en Armenië en Turkije.  Opmerking: Mochten deze voorwaarden zich toch voordoen, dan wordt er geschoven met de wedstrijden om toch een juiste loting te krijgen.
- De wedstrijden vanaf de eerste kwalificatieronde worden over twee wedstrijden gespeeld (heen en terug).
- Bij een gelijke eindstand over twee wedstrijden wordt er overgegaan op het spelen van een verlenging en als dat nodig is een strafschoppenserie.

Bij de lotingen werd op basis van de UEFA Clubcoëfficiënt een lijst opgemaakt met geplaatste en ongeplaatste clubs, daarbij werd een geplaatste club gekoppeld aan een ongeplaatste club, tenzij er alleen nog maar geplaatste of ongeplaatste clubs over waren. In dat geval werd de loting open. Deze lijst werd in een aantal gevallen weer onderverdeeld in groepen om de loting zo snel en makkelijk mogelijk te laten verlopen. Deze groepen werden via een voorloting bepaald.

### Voorronde
Aan de voorronde deden 4 clubs mee. De loting vond plaats op 7 juni 2022. De halve finales werden gespeeld op 21 juni, de finale op 24 juni 2022. Deze wedstrijden werden allemaal gespeeld in het Víkingsvöllur te Reykjavik, IJsland. De verliezende clubs stroomden door naar de tweede kwalificatieronde (kampioenen) van de UEFA Europa Conference League 2022/23.

#### Loting
| Geplaatst | Geplaatst | Ongeplaatst           | Ongeplaatst |
| Team | Coeff.    | Team                  | Coeff.      |
| --- | --------- | --------------------- | ----------- |
| Levadia Tallinn | 4.750     | Inter Club d'Escaldes | 3.000       |
| La Fiorita | 4.000     | Víkingur Reykjavík    | 1.075       |
| \| Legenda \| \| Geplaatst voor de volgende ronde (eerste kwalificatieronde) \| \| Geplaatst voor de Europa Conference League (tweede kwalificatieronde (kampioenen)) \| |           |                       |             |
| Legenda |           |                       |             |
| Geplaatst voor de volgende ronde (eerste kwalificatieronde) |           |                       |             |
| Geplaatst voor de Europa Conference League (tweede kwalificatieronde (kampioenen))                                                                                       |           |                       |             |

#### Uitslag loting en uitslagen
| Halve finale          | Halve finale | Halve finale          |
| Team 1                |              | Team 2                |
| --------------------- | ------------ | --------------------- |
| Levadia Tallinn       | 1 – 6        | Víkingur Reykjavík    |
| La Fiorita            | 1 – 2        | Inter Club d'Escaldes |
| Finale                |              |                       |
| Team 1                |              | Team 2                |
| Inter Club d'Escaldes | 0 – 1        | Víkingur Reykjavík    |

#### Wedstrijden

##### Halve finales
|                        |                         |         |                                                                                  |                                                                                   |
| 21 juni 2022 21:30 uur | Levadia Tallinn         | 1 – 6   | Víkingur Reykjavík                                                               | Stadion: Víkingsvöllur, Reykjavik Toeschouwers: 725 Scheidsrechter: Tomasz Musiał |
| 21 juni 2022 21:30 uur | Beglarishvili 5' (pen.) | Verslag | 10' McLagan 27' Ingason 45+1' Sigurðsson 49' Hansen 71' Gudjónsson 77' Magnússon | Stadion: Víkingsvöllur, Reykjavik Toeschouwers: 725 Scheidsrechter: Tomasz Musiał |
| 21 juni 2022 21:30 uur |                         |         |                                                                                  | Stadion: Víkingsvöllur, Reykjavik Toeschouwers: 725 Scheidsrechter: Tomasz Musiał |
| 21 juni 2022 21:30 uur |                         |         |                                                                                  | Stadion: Víkingsvöllur, Reykjavik Toeschouwers: 725 Scheidsrechter: Tomasz Musiał |
|                        |                         |         |                                                                                  |                                                                                   |

|                    |               |         |                       |                                                                                |
| 21 juni 2022 15:00 | La Fiorita    | 1 – 2   | Inter Club d'Escaldes | Stadion: Víkingsvöllur, Reykjavik Toeschouwers: 39 Scheidsrechter: Rohit Saggi |
| 21 juni 2022 15:00 | Rinaldi 45+2' | Verslag | 55', 66' Soldevila    | Stadion: Víkingsvöllur, Reykjavik Toeschouwers: 39 Scheidsrechter: Rohit Saggi |
| 21 juni 2022 15:00 |               |         |                       | Stadion: Víkingsvöllur, Reykjavik Toeschouwers: 39 Scheidsrechter: Rohit Saggi |
| 21 juni 2022 15:00 |               |         |                       | Stadion: Víkingsvöllur, Reykjavik Toeschouwers: 39 Scheidsrechter: Rohit Saggi |
|                    |               |         |                       |                                                                                |

##### Finale
|                        |                       |         |                    |                                                                                  |
| 24 juni 2022 21:30 uur | Inter Club d'Escaldes | 0 – 1   | Víkingur Reykjavík | Stadion: Víkingsvöllur, Reykjavik Toeschouwers: 925 Scheidsrechter: Urs Schnyder |
| 24 juni 2022 21:30 uur |                       | Verslag | 68' Ingason        | Stadion: Víkingsvöllur, Reykjavik Toeschouwers: 925 Scheidsrechter: Urs Schnyder |
| 24 juni 2022 21:30 uur |                       |         |                    | Stadion: Víkingsvöllur, Reykjavik Toeschouwers: 925 Scheidsrechter: Urs Schnyder |
| 24 juni 2022 21:30 uur |                       |         |                    | Stadion: Víkingsvöllur, Reykjavik Toeschouwers: 925 Scheidsrechter: Urs Schnyder |
|                        |                       |         |                    |                                                                                  |

### Eerste kwalificatieronde
Aan de eerste kwalificatieronde deden 30 teams deel: 29 nieuwe teams en de winnaar van de voorronde. De loting vond plaats op 14 juni 2022. De heenwedstrijden werden gespeeld op 5 en 6 juli, de terugwedstrijden op 12 en 13 juli 2022. De verliezende clubs stroomden door naar de tweede kwalificatieronde (kampioenen) van de UEFA Europa Conference League 2022/23.

#### Loting
| Geplaatst | Geplaatst                                                          | Ongeplaatst          | Ongeplaatst |
| Team | Coeff.                                                             | Team                 | Coeff.      |
| --- | ------------------------------------------------------------------ | -------------------- | ----------- |
| FK Qarabağ | 25.000                                                             | Linfield FC          | 7.000       |
| Malmö FF | 23.500                                                             | Zrinjski Mostar      | 7.000       |
| PFK Loedogorets | 23.000                                                             | Sjachtsjor Salihorsk | 6.250       |
| Sheriff Tiraspol | 22.500                                                             | Sutjeska Nikšić      | 6.250       |
| CFR Cluj | 19.500                                                             | KÍ Klaksvík          | 6.250       |
| FK Bodø/Glimt | 17.000                                                             | Lech Poznań          | 6.000       |
| Ferencváros | 15.500                                                             | Hibernians FC        | 5.500       |
| NK Maribor | 14.000                                                             | Víkingur Reykjavík   | (4.750)     |
| Slovan Bratislava | 13.000                                                             | Tobyl Qostanay       | 4.500       |
| HJK Helsinki | 08.500                                                             | KF Shkupi            | 4.500       |
| The New Saints | 08.500                                                             | Pjoenik Jerevan      | 4.250       |
| F91 Dudelange | 08.500                                                             | FK RFS               | 4.000       |
| FK Žalgiris | 08.000                                                             | Dinamo Batoemi       | 3.250       |
| Lincoln Red Imps | 07.250                                                             | KF Tirana            | 2.750       |
| Shamrock Rovers | 07.000                                                             | KF Ballkani          | 1.633       |
| \| Legenda \| \| \| Geplaatst voor de volgende ronde (tweede kwalificatieronde (kampioenen)) \| \| \| Geplaatst voor de Europa Conference League (tweede kwalificatieronde (kampioenen)) \| \| \| Symbool: \| Betekenis: \| \| (.....) \| Door op de hoogste gekwalificeerde coëfficiënt uit de vorige ronde \| |                                                                    |                      |             |
| Legenda |                                                                    |                      |             |
| Geplaatst voor de volgende ronde (tweede kwalificatieronde (kampioenen)) |                                                                    |                      |             |
| Geplaatst voor de Europa Conference League (tweede kwalificatieronde (kampioenen)) |                                                                    |                      |             |
| Symbool: | Betekenis:                                                         |                      |             |
| (.....) | Door op de hoogste gekwalificeerde coëfficiënt uit de vorige ronde |                      |             |

Voorloting
| Groep 1                                                       | Groep 1                                                                       | Groep 2                                                        | Groep 2                                                         | Groep 3                                                                        | Groep 3                                                            |
| Geplaatst                                                     | Ongeplaatst                                                                   | Geplaatst                                                      | Ongeplaatst                                                     | Geplaatst                                                                      | Ongeplaatst                                                        |
| ------------------------------------------------------------- | ----------------------------------------------------------------------------- | -------------------------------------------------------------- | --------------------------------------------------------------- | ------------------------------------------------------------------------------ | ------------------------------------------------------------------ |
| PFK Loedogorets CFR Cluj Ferencváros NK Maribor F91 Dudelange | Sutjeska Nikšić Sjachtsjor Salihorsk Tobyl Qostanay Pjoenik Jerevan KF Tirana | Malmö FF FK Bodø/Glimt HJK Helsinki The New Saints FK Žalgiris | Linfield FC KÍ Klaksvík Víkingur Reykjavík * KF Ballkani FK RFS | FK Qarabağ Sheriff Tiraspol Slovan Bratislava Lincoln Red Imps Shamrock Rovers | Zrinjski Mostar Lech Poznań Hibernians FC KF Shkupi Dinamo Batoemi |

* Deze club was tijdens de loting nog niet bekend.

#### Uitslag loting en uitslagen
| Team 1            | Tot.               | Team 2               | 1e wedstr. | 2e wedstr.   |
| ----------------- | ------------------ | -------------------- | ---------- | ------------ |
| Pjoenik Jerevan   | 2 – 2 (4 – 3 pen.) | CFR Cluj             | 0 – 0      | 2 – 2 (n.v.) |
| NK Maribor        | 2 – 0              | Sjachtsjor Salihorsk | 0 – 0      | 2 – 0        |
| PFK Loedogorets   | 3 – 0              | Sutjeska Nikšić      | 2 – 0      | 1 – 0        |
| F91 Dudelange     | 3 – 1              | KF Tirana            | 1 – 0      | 2 – 1        |
| Tobyl Qostanay    | 1 – 5              | Ferencváros          | 0 – 0      | 1 – 5        |
| Malmö FF          | 6 – 5              | Víkingur Reykjavík   | 3 – 2      | 3 – 3        |
| KF Ballkani       | 1 – 2              | FK Žalgiris          | 1 – 1      | 0 – 1 (n.v.) |
| HJK Helsinki      | 2 – 2 (5 – 4 pen.) | FK RFS               | 1 – 0      | 1 – 2 (n.v.) |
| FK Bodø/Glimt     | 4 – 3              | KÍ Klaksvík          | 3 – 0      | 1 – 3        |
| The New Saints    | 1 – 2              | Linfield FC          | 1 – 0      | 0 – 2 (n.v.) |
| Shamrock Rovers   | 3 – 0              | Hibernians FC        | 3 – 0      | 0 – 0        |
| Lech Poznań       | 2 – 5              | FK Qarabağ           | 1 – 0      | 1 – 5        |
| KF Shkupi         | 3 – 2              | Lincoln Red Imps     | 3 – 0      | 0 – 2        |
| Zrinjski Mostar   | 0 – 1              | Sheriff Tiraspol     | 0 – 0      | 0 – 1        |
| Slovan Bratislava | 2 – 1              | Dinamo Batoemi       | 0 – 0      | 2 – 1 (n.v.) |

Na deze loting bepaalde een andere loting dat de verliezers van de wedstrijden tussen NK Maribor en Sjachtsjor Salihorsk en tussen HJK Helsinki en FK RFS werden vrijgeloot van deelname aan de tweede kwalificatieronde (kampioenen) van de UEFA Europa Conference League 2022/23, waardoor de verliezers doorstroomden naar de derde kwalificatieronde (kampioenen) van de UEFA Europa Conference League 2022/23.

#### Wedstrijden

##### Heen- en terugwedstrijden
|                       |                 |       |          | |
| 5 juli 2022 18:00 uur | Pjoenik Jerevan | 0 – 0 | CFR Cluj | Stadion: Republikeins Stadion Vazgen Sargsian, Jerevan Toeschouwers: 8.000 Scheidsrechter: Bastian Dankert |
| 5 juli 2022 18:00 uur | Verslag         |       |          | Stadion: Republikeins Stadion Vazgen Sargsian, Jerevan Toeschouwers: 8.000 Scheidsrechter: Bastian Dankert |
| 5 juli 2022 18:00 uur |                 |       |          | Stadion: Republikeins Stadion Vazgen Sargsian, Jerevan Toeschouwers: 8.000 Scheidsrechter: Bastian Dankert |
| 5 juli 2022 18:00 uur |                 |       |          | Stadion: Republikeins Stadion Vazgen Sargsian, Jerevan Toeschouwers: 8.000 Scheidsrechter: Bastian Dankert |
|                       |                 |       |          | |

| |                                      |                         |                                    | |
| 13 juli 2022 20:30 uur | CFR Cluj                             | 2 – 2 (n.v.) 3 – 4 pen. | Pjoenik Jerevan                    | Stadion: Dr.-Constantin-Rădulescustadion, Cluj-Napoca Toeschouwers: 7.017 Scheidsrechter: Michael Fabbri |
| 13 juli 2022 20:30 uur | Adjei-Boateng 6' Petrila 94'         | Verslag                 | 89', 119' Gajić                    | Stadion: Dr.-Constantin-Rădulescustadion, Cluj-Napoca Toeschouwers: 7.017 Scheidsrechter: Michael Fabbri |
| 13 juli 2022 20:30 uur | Strafschoppen                        |                         |                                    | Stadion: Dr.-Constantin-Rădulescustadion, Cluj-Napoca Toeschouwers: 7.017 Scheidsrechter: Michael Fabbri |
| 13 juli 2022 20:30 uur | Dugandžić Petrila Burcă Muhar Camora |                         | Cociuc Dashyan Harutyunyan Avagyan | Stadion: Dr.-Constantin-Rădulescustadion, Cluj-Napoca Toeschouwers: 7.017 Scheidsrechter: Michael Fabbri |
| Bijz.: Pjoenik Jerevan speelde over twee wedstrijden gelijk met een totaalscore van 2 – 2, maar won de strafschoppenserie met 4 – 3. |                                      |                         |                                    | |

|                       |            |       |                      |                                                                                                 |
| 6 juli 2022 20:15 uur | NK Maribor | 0 – 0 | Sjachtsjor Salihorsk | Stadion: Ljudski vrt-stadion, Maribor Toeschouwers: 6.450 Scheidsrechter: Anastasios Papapetrou |
| 6 juli 2022 20:15 uur | Verslag    |       |                      | Stadion: Ljudski vrt-stadion, Maribor Toeschouwers: 6.450 Scheidsrechter: Anastasios Papapetrou |
| 6 juli 2022 20:15 uur |            |       |                      | Stadion: Ljudski vrt-stadion, Maribor Toeschouwers: 6.450 Scheidsrechter: Anastasios Papapetrou |
| 6 juli 2022 20:15 uur |            |       |                      | Stadion: Ljudski vrt-stadion, Maribor Toeschouwers: 6.450 Scheidsrechter: Anastasios Papapetrou |
|                       |            |       |                      |                                                                                                 |

|                                                                            |                      |         |                   |                                                                                                |
| 13 juli 2022 19:00 uur                                                     | Sjachtsjor Salihorsk | 0 – 2   | NK Maribor        | Stadion: New Sakarya Stadium, Adapazarı, (Turkije) Toeschouwers: 0 Scheidsrechter: Enea Jorgji |
| 13 juli 2022 19:00 uur                                                     |                      | Verslag | 12', 56' Baturina | Stadion: New Sakarya Stadium, Adapazarı, (Turkije) Toeschouwers: 0 Scheidsrechter: Enea Jorgji |
| 13 juli 2022 19:00 uur                                                     |                      |         |                   | Stadion: New Sakarya Stadium, Adapazarı, (Turkije) Toeschouwers: 0 Scheidsrechter: Enea Jorgji |
| 13 juli 2022 19:00 uur                                                     |                      |         |                   | Stadion: New Sakarya Stadium, Adapazarı, (Turkije) Toeschouwers: 0 Scheidsrechter: Enea Jorgji |
| Bijz.: NK Maribor won over twee wedstrijden met een totaalscore van 2 – 0. |                      |         |                   |                                                                                                |

|                       |                           |         |                 |                                                                                       |
| 5 juli 2022 19:45 uur | PFK Loedogorets           | 2 – 0   | Sutjeska Nikšić | Stadion: Huvepharma Arena, Razgrad Toeschouwers: 3.963 Scheidsrechter: Vítor Ferreira |
| 5 juli 2022 19:45 uur | Santana 74' Tissera 90+1' | Verslag |                 | Stadion: Huvepharma Arena, Razgrad Toeschouwers: 3.963 Scheidsrechter: Vítor Ferreira |
| 5 juli 2022 19:45 uur |                           |         |                 | Stadion: Huvepharma Arena, Razgrad Toeschouwers: 3.963 Scheidsrechter: Vítor Ferreira |
| 5 juli 2022 19:45 uur |                           |         |                 | Stadion: Huvepharma Arena, Razgrad Toeschouwers: 3.963 Scheidsrechter: Vítor Ferreira |
|                       |                           |         |                 |                                                                                       |

|                                                                                 |                 |         |                 |                                                                              |
| 12 juli 2022 21:00 uur                                                          | Sutjeska Nikšić | 0 – 1   | PFK Loedogorets | Stadion: DG Arena, Podgorica Toeschouwers: 1.000 Scheidsrechter: Gergo Bogár |
| 12 juli 2022 21:00 uur                                                          |                 | Verslag | 53' Sotiriou    | Stadion: DG Arena, Podgorica Toeschouwers: 1.000 Scheidsrechter: Gergo Bogár |
| 12 juli 2022 21:00 uur                                                          |                 |         |                 | Stadion: DG Arena, Podgorica Toeschouwers: 1.000 Scheidsrechter: Gergo Bogár |
| 12 juli 2022 21:00 uur                                                          |                 |         |                 | Stadion: DG Arena, Podgorica Toeschouwers: 1.000 Scheidsrechter: Gergo Bogár |
| Bijz.: PFK Loedogorets won over twee wedstrijden met een totaalscore van 3 – 0. |                 |         |                 |                                                                              |

|                       |                          |         |                |                                                                                       |
| 6 juli 2022 19:30 uur | F91 Dudelange            | 1 – 0   | KF Tirana      | Stadion: Stade Jos Nosbaum, Dudelange Toeschouwers: 1.555 Scheidsrechter: Rohit Saggi |
| 6 juli 2022 19:30 uur | Kirch 29', 54' Nader 71' | Verslag | 65', 68' Limaj | Stadion: Stade Jos Nosbaum, Dudelange Toeschouwers: 1.555 Scheidsrechter: Rohit Saggi |
| 6 juli 2022 19:30 uur |                          |         |                | Stadion: Stade Jos Nosbaum, Dudelange Toeschouwers: 1.555 Scheidsrechter: Rohit Saggi |
| 6 juli 2022 19:30 uur |                          |         |                | Stadion: Stade Jos Nosbaum, Dudelange Toeschouwers: 1.555 Scheidsrechter: Rohit Saggi |
|                       |                          |         |                |                                                                                       |

|                                                                               |            |         |                      |                                                                                       |
| 12 juli 2022 20:00 uur                                                        | KF Tirana  | 1 – 2   | F91 Dudelange        | Stadion: Arena Kombëtare, Tirana Toeschouwers: 6.000 Scheidsrechter: César Soto Grado |
| 12 juli 2022 20:00 uur                                                        | Xhixha 78' | Verslag | 49' Bojić 61' Sinani | Stadion: Arena Kombëtare, Tirana Toeschouwers: 6.000 Scheidsrechter: César Soto Grado |
| 12 juli 2022 20:00 uur                                                        |            |         |                      | Stadion: Arena Kombëtare, Tirana Toeschouwers: 6.000 Scheidsrechter: César Soto Grado |
| 12 juli 2022 20:00 uur                                                        |            |         |                      | Stadion: Arena Kombëtare, Tirana Toeschouwers: 6.000 Scheidsrechter: César Soto Grado |
| Bijz.: F91 Dudelange won over twee wedstrijden met een totaalscore van 3 – 1. |            |         |                      |                                                                                       |

|                       |                |       |             |                                                                                  |
| 6 juli 2022 16:00 uur | Tobyl Qostanay | 0 – 0 | Ferencváros | Stadion: Centraalstadion, Qostanay Toeschouwers: 8.420 Scheidsrechter: Dario Bel |
| 6 juli 2022 16:00 uur | Verslag        |       |             | Stadion: Centraalstadion, Qostanay Toeschouwers: 8.420 Scheidsrechter: Dario Bel |
| 6 juli 2022 16:00 uur |                |       |             | Stadion: Centraalstadion, Qostanay Toeschouwers: 8.420 Scheidsrechter: Dario Bel |
| 6 juli 2022 16:00 uur |                |       |             | Stadion: Centraalstadion, Qostanay Toeschouwers: 8.420 Scheidsrechter: Dario Bel |
|                       |                |       |             |                                                                                  |

|                                                                             |                                               |         |                               |                                                                                           |
| 13 juli 2022 20:00 uur                                                      | Ferencváros                                   | 5 – 1   | Tobyl Qostanay                | Stadion: Groupama Arena, Boedapest Toeschouwers: 17.347 Scheidsrechter: Krzysztof Jakubik |
| 13 juli 2022 20:00 uur                                                      | Traoré 4', 17' Laïdouni 21' Bassey 74', 90+1' | Verslag | 23' Sergeev 78', 82' Muzhikov | Stadion: Groupama Arena, Boedapest Toeschouwers: 17.347 Scheidsrechter: Krzysztof Jakubik |
| 13 juli 2022 20:00 uur                                                      |                                               |         |                               | Stadion: Groupama Arena, Boedapest Toeschouwers: 17.347 Scheidsrechter: Krzysztof Jakubik |
| 13 juli 2022 20:00 uur                                                      |                                               |         |                               | Stadion: Groupama Arena, Boedapest Toeschouwers: 17.347 Scheidsrechter: Krzysztof Jakubik |
| Bijz.: Ferencváros won over twee wedstrijden met een totaalscore van 5 – 1. |                                               |         |                               |                                                                                           |

|                       |                                         |         |                                       |                                                                                    |
| 5 juli 2022 19:00 uur | Malmö FF                                | 3 – 2   | Víkingur Reykjavík                    | Stadion: Eleda Stadion, Malmö Toeschouwers: 11.830 Scheidsrechter: Dumitru Muntean |
| 5 juli 2022 19:00 uur | Olsson 16' Toivonen 42' Birmančević 84' | Verslag | 38' 29', 39' Ingason 90+3' Gudjónsson | Stadion: Eleda Stadion, Malmö Toeschouwers: 11.830 Scheidsrechter: Dumitru Muntean |
| 5 juli 2022 19:00 uur |                                         |         |                                       | Stadion: Eleda Stadion, Malmö Toeschouwers: 11.830 Scheidsrechter: Dumitru Muntean |
| 5 juli 2022 19:00 uur |                                         |         |                                       | Stadion: Eleda Stadion, Malmö Toeschouwers: 11.830 Scheidsrechter: Dumitru Muntean |
|                       |                                         |         |                                       |                                                                                    |

|                                                                          |                                |         |                                             |                                                                                   |
| 12 juli 2022 21:30 uur                                                   | Víkingur Reykjavík             | 3 – 3   | Malmö FF                                    | Stadion: Víkingsvöllur, Reykjavik Toeschouwers: 1.080 Scheidsrechter: John Beaton |
| 12 juli 2022 21:30 uur                                                   | Gunnarsson 15', 75' Hansen 56' | Verslag | 34' Birmančević 44' Beijmo 47' Christiansen | Stadion: Víkingsvöllur, Reykjavik Toeschouwers: 1.080 Scheidsrechter: John Beaton |
| 12 juli 2022 21:30 uur                                                   |                                |         |                                             | Stadion: Víkingsvöllur, Reykjavik Toeschouwers: 1.080 Scheidsrechter: John Beaton |
| 12 juli 2022 21:30 uur                                                   |                                |         |                                             | Stadion: Víkingsvöllur, Reykjavik Toeschouwers: 1.080 Scheidsrechter: John Beaton |
| Bijz.: Malmö FF won over twee wedstrijden met een totaalscore van 6 – 5. |                                |         |                                             |                                                                                   |

|                       |             |         |             |                                                                                       |
| 5 juli 2022 20:00 uur | KF Ballkani | 1 – 1   | FK Žalgiris | Stadion: Fadil Vokrristadion, Pristina Toeschouwers: 4.000 Scheidsrechter: Rob Harvey |
| 5 juli 2022 20:00 uur | Gripshi 15' | Verslag | 25' Buff    | Stadion: Fadil Vokrristadion, Pristina Toeschouwers: 4.000 Scheidsrechter: Rob Harvey |
| 5 juli 2022 20:00 uur |             |         |             | Stadion: Fadil Vokrristadion, Pristina Toeschouwers: 4.000 Scheidsrechter: Rob Harvey |
| 5 juli 2022 20:00 uur |             |         |             | Stadion: Fadil Vokrristadion, Pristina Toeschouwers: 4.000 Scheidsrechter: Rob Harvey |
|                       |             |         |             |                                                                                       |

|                                                                             |             |              |             |                                                                                      |
| 12 juli 2022 18:00 uur                                                      | FK Žalgiris | 1 – 0 (n.v.) | KF Ballkani | Stadion: LFF-stadion, Vilnius Toeschouwers: 3.542 Scheidsrechter: Kristoffer Hagenes |
| 12 juli 2022 18:00 uur                                                      | Oyewusi 97' | Verslag      |             | Stadion: LFF-stadion, Vilnius Toeschouwers: 3.542 Scheidsrechter: Kristoffer Hagenes |
| 12 juli 2022 18:00 uur                                                      |             |              |             | Stadion: LFF-stadion, Vilnius Toeschouwers: 3.542 Scheidsrechter: Kristoffer Hagenes |
| 12 juli 2022 18:00 uur                                                      |             |              |             | Stadion: LFF-stadion, Vilnius Toeschouwers: 3.542 Scheidsrechter: Kristoffer Hagenes |
| Bijz.: FK Žalgiris won over twee wedstrijden met een totaalscore van 2 – 1. |             |              |             |                                                                                      |

|                       |              |         |        |                                                                                |
| 6 juli 2022 18:00 uur | HJK Helsinki | 1 – 0   | FK RFS | Stadion: Bolt Arena, Helsinki Toeschouwers: 3.874 Scheidsrechter: Juxhin Xhaja |
| 6 juli 2022 18:00 uur | Martic 11'   | Verslag |        | Stadion: Bolt Arena, Helsinki Toeschouwers: 3.874 Scheidsrechter: Juxhin Xhaja |
| 6 juli 2022 18:00 uur |              |         |        | Stadion: Bolt Arena, Helsinki Toeschouwers: 3.874 Scheidsrechter: Juxhin Xhaja |
| 6 juli 2022 18:00 uur |              |         |        | Stadion: Bolt Arena, Helsinki Toeschouwers: 3.874 Scheidsrechter: Juxhin Xhaja |
|                       |              |         |        |                                                                                |

| |                                        |                         |                                             |                                                                                   |
| 12 juli 2022 17:30 uur | FK RFS                                 | 2 – 1 (n.v.) 4 – 5 pen. | HJK Helsinki                                | Stadion: Slokas Stadion, Jūrmala Toeschouwers: 1.631 Scheidsrechter: David Fuxman |
| 12 juli 2022 17:30 uur | Zjuzins 48' Panić 56'                  | Verslag                 | 75' Murillo                                 | Stadion: Slokas Stadion, Jūrmala Toeschouwers: 1.631 Scheidsrechter: David Fuxman |
| 12 juli 2022 17:30 uur | Strafschoppen                          |                         |                                             | Stadion: Slokas Stadion, Jūrmala Toeschouwers: 1.631 Scheidsrechter: David Fuxman |
| 12 juli 2022 17:30 uur | Jagodinskis Šarić Panić Lipušček Mareš |                         | Väänänen Murillo Radulovićb Serrarens Terho | Stadion: Slokas Stadion, Jūrmala Toeschouwers: 1.631 Scheidsrechter: David Fuxman |
| Bijz.: HJK Helsinki speelde over twee wedstrijden gelijk met een totaalscore van 2 – 2, maar won de strafschoppenserie met 5 – 4.. |                                        |                         |                                             |                                                                                   |

|                       |                               |         |             |                                                                                     |
| 6 juli 2022 18:00 uur | FK Bodø/Glimt                 | 3 – 0   | KÍ Klaksvík | Stadion: Aspmyrastadion, Bodø Toeschouwers: 4.227 Scheidsrechter: Mohammed Al-Hakim |
| 6 juli 2022 18:00 uur | Boniface 11', 31', 58' (pen.) | Verslag |             | Stadion: Aspmyrastadion, Bodø Toeschouwers: 4.227 Scheidsrechter: Mohammed Al-Hakim |
| 6 juli 2022 18:00 uur |                               |         |             | Stadion: Aspmyrastadion, Bodø Toeschouwers: 4.227 Scheidsrechter: Mohammed Al-Hakim |
| 6 juli 2022 18:00 uur |                               |         |             | Stadion: Aspmyrastadion, Bodø Toeschouwers: 4.227 Scheidsrechter: Mohammed Al-Hakim |
|                       |                               |         |             |                                                                                     |

| |                                  |         |                     |                                                                                    |
| 13 juli 2022 * 19:00 uur | KÍ Klaksvík                      | 3 – 1   | FK Bodø/Glimt       | Stadion: Við Djúpumýrar, Klaksvík Toeschouwers: 883 Scheidsrechter: Horațiu Feșnic |
| 13 juli 2022 * 19:00 uur | Mikkelsen 12' Andreasen 20', 85' | Verslag | 55' (pen.) Boniface | Stadion: Við Djúpumýrar, Klaksvík Toeschouwers: 883 Scheidsrechter: Horațiu Feșnic |
| 13 juli 2022 * 19:00 uur |                                  |         |                     | Stadion: Við Djúpumýrar, Klaksvík Toeschouwers: 883 Scheidsrechter: Horațiu Feșnic |
| 13 juli 2022 * 19:00 uur |                                  |         |                     | Stadion: Við Djúpumýrar, Klaksvík Toeschouwers: 883 Scheidsrechter: Horațiu Feșnic |
| Bijz.: * Deze wedstrijd stond eerst gepland voor 12 juli 2022 om 20:00 uur. 'FK Bodø/Glimt won over twee wedstrijden met een totaalscore van 4 – 3. |                                  |         |                     |                                                                                    |

|                       |                |         |             |                                                                                          |
| 5 juli 2022 20:00 uur | The New Saints | 1 – 0   | Linfield FC | Stadion: Park Hallstadion, Oswestry Toeschouwers: 1.034 Scheidsrechter: Andrei Chivulete |
| 5 juli 2022 20:00 uur | Brobbel 57'    | Verslag |             | Stadion: Park Hallstadion, Oswestry Toeschouwers: 1.034 Scheidsrechter: Andrei Chivulete |
| 5 juli 2022 20:00 uur |                |         |             | Stadion: Park Hallstadion, Oswestry Toeschouwers: 1.034 Scheidsrechter: Andrei Chivulete |
| 5 juli 2022 20:00 uur |                |         |             | Stadion: Park Hallstadion, Oswestry Toeschouwers: 1.034 Scheidsrechter: Andrei Chivulete |
|                       |                |         |             |                                                                                          |

|                                                                             |                          |              |                |                                                                                 |
| 13 juli 2022 20:45 uur                                                      | Linfield FC              | 2 – 0 (n.v.) | The New Saints | Stadion: Windsor Park, Belfast Toeschouwers: 2.971 Scheidsrechter: Duje Strukan |
| 13 juli 2022 20:45 uur                                                      | Mulgrew 90+4' Devine 95' | Verslag      |                | Stadion: Windsor Park, Belfast Toeschouwers: 2.971 Scheidsrechter: Duje Strukan |
| 13 juli 2022 20:45 uur                                                      |                          |              |                | Stadion: Windsor Park, Belfast Toeschouwers: 2.971 Scheidsrechter: Duje Strukan |
| 13 juli 2022 20:45 uur                                                      |                          |              |                | Stadion: Windsor Park, Belfast Toeschouwers: 2.971 Scheidsrechter: Duje Strukan |
| Bijz.: Linfield FC won over twee wedstrijden met een totaalscore van 2 – 1. |                          |              |                |                                                                                 |

|                       |                                |         |               |                                                                                    |
| 5 juli 2022 20:30 uur | Shamrock Rovers                | 3 – 0   | Hibernians FC | Stadion: Tallaght Stadium, Dublin Toeschouwers: 7.019 Scheidsrechter: Morten Krogh |
| 5 juli 2022 20:30 uur | Finn 25' Watts 40' Gaffney 78' | Verslag |               | Stadion: Tallaght Stadium, Dublin Toeschouwers: 7.019 Scheidsrechter: Morten Krogh |
| 5 juli 2022 20:30 uur |                                |         |               | Stadion: Tallaght Stadium, Dublin Toeschouwers: 7.019 Scheidsrechter: Morten Krogh |
| 5 juli 2022 20:30 uur |                                |         |               | Stadion: Tallaght Stadium, Dublin Toeschouwers: 7.019 Scheidsrechter: Morten Krogh |
|                       |                                |         |               |                                                                                    |

|                                                                                 |               |       |                 |                                                                                             |
| 12 juli 2022 20:00 uur                                                          | Hibernians FC | 0 – 0 | Shamrock Rovers | Stadion: Centenarystadion, Ta' Qali Toeschouwers: 979 Scheidsrechter: Manfredas Lukjančukas |
| 12 juli 2022 20:00 uur                                                          | Verslag       |       |                 | Stadion: Centenarystadion, Ta' Qali Toeschouwers: 979 Scheidsrechter: Manfredas Lukjančukas |
| 12 juli 2022 20:00 uur                                                          |               |       |                 | Stadion: Centenarystadion, Ta' Qali Toeschouwers: 979 Scheidsrechter: Manfredas Lukjančukas |
| 12 juli 2022 20:00 uur                                                          |               |       |                 | Stadion: Centenarystadion, Ta' Qali Toeschouwers: 979 Scheidsrechter: Manfredas Lukjančukas |
| Bijz.: Shamrock Rovers won over twee wedstrijden met een totaalscore van 3 – 0. |               |       |                 |                                                                                             |

|                       |             |         |            |                                                                                            |
| 5 juli 2022 20:00 uur | Lech Poznań | 1 – 0   | FK Qarabağ | Stadion: Stadion Miejski, Poznań Toeschouwers: 25.118 Scheidsrechter: José Munuera Montero |
| 5 juli 2022 20:00 uur | Ishak 41'   | Verslag |            | Stadion: Stadion Miejski, Poznań Toeschouwers: 25.118 Scheidsrechter: José Munuera Montero |
| 5 juli 2022 20:00 uur |             |         |            | Stadion: Stadion Miejski, Poznań Toeschouwers: 25.118 Scheidsrechter: José Munuera Montero |
| 5 juli 2022 20:00 uur |             |         |            | Stadion: Stadion Miejski, Poznań Toeschouwers: 25.118 Scheidsrechter: José Munuera Montero |
|                       |             |         |            |                                                                                            |

|                                                                            |                                                  |         |             |                                                                                            |
| 12 juli 2022 18:00 uur                                                     | FK Qarabağ                                       | 5 – 1   | Lech Poznań | Stadion: Tofikh Bakhramovstadion, Bakoe Toeschouwers: 27.652 Scheidsrechter: Andrew Madley |
| 12 juli 2022 18:00 uur                                                     | Kady 14', 74' Ozobić 42' Medina 56' Hüseynov 77' | Verslag | 1' Velde    | Stadion: Tofikh Bakhramovstadion, Bakoe Toeschouwers: 27.652 Scheidsrechter: Andrew Madley |
| 12 juli 2022 18:00 uur                                                     |                                                  |         |             | Stadion: Tofikh Bakhramovstadion, Bakoe Toeschouwers: 27.652 Scheidsrechter: Andrew Madley |
| 12 juli 2022 18:00 uur                                                     |                                                  |         |             | Stadion: Tofikh Bakhramovstadion, Bakoe Toeschouwers: 27.652 Scheidsrechter: Andrew Madley |
| Bijz.: FK Qarabağ won over twee wedstrijden met een totaalscore van 5 – 2. |                                                  |         |             |                                                                                            |

|                       |                                                                   |         |                  |                                                                                           |
| 5 juli 2022 20:45 uur | KF Shkupi                                                         | 3 – 0   | Lincoln Red Imps | Stadion: Toše Proeskiarena, Skopje Toeschouwers: 2.500 Scheidsrechter: Sebastian Gishamer |
| 5 juli 2022 20:45 uur | Danfa 11' Adetunji 29' Margvelashvili 43', 54' Wiseman 62' (e.d.) | Verslag |                  | Stadion: Toše Proeskiarena, Skopje Toeschouwers: 2.500 Scheidsrechter: Sebastian Gishamer |
| 5 juli 2022 20:45 uur |                                                                   |         |                  | Stadion: Toše Proeskiarena, Skopje Toeschouwers: 2.500 Scheidsrechter: Sebastian Gishamer |
| 5 juli 2022 20:45 uur |                                                                   |         |                  | Stadion: Toše Proeskiarena, Skopje Toeschouwers: 2.500 Scheidsrechter: Sebastian Gishamer |
|                       |                                                                   |         |                  |                                                                                           |

|                                                                           |                          |         |           |                                                                                   |
| 12 juli 2022 18:00 uur                                                    | Lincoln Red Imps         | 2 – 0   | KF Shkupi | Stadion: Victoriastadion, Gibraltar Toeschouwers: 896 Scheidsrechter: Filip Glova |
| 12 juli 2022 18:00 uur                                                    | Juanfri 32' Casciaro 69' | Verslag |           | Stadion: Victoriastadion, Gibraltar Toeschouwers: 896 Scheidsrechter: Filip Glova |
| 12 juli 2022 18:00 uur                                                    |                          |         |           | Stadion: Victoriastadion, Gibraltar Toeschouwers: 896 Scheidsrechter: Filip Glova |
| 12 juli 2022 18:00 uur                                                    |                          |         |           | Stadion: Victoriastadion, Gibraltar Toeschouwers: 896 Scheidsrechter: Filip Glova |
| Bijz.: KF Shkupi won over twee wedstrijden met een totaalscore van 3 – 2. |                          |         |           |                                                                                   |

|                       |                 |       |                  |                                                                                                 |
| 6 juli 2022 20:00 uur | Zrinjski Mostar | 0 – 0 | Sheriff Tiraspol | Stadion: Stadion pod Bijelim Brijegom, Mostar Toeschouwers: 5.400 Scheidsrechter: Fabio Maresca |
| 6 juli 2022 20:00 uur | Verslag         |       |                  | Stadion: Stadion pod Bijelim Brijegom, Mostar Toeschouwers: 5.400 Scheidsrechter: Fabio Maresca |
| 6 juli 2022 20:00 uur |                 |       |                  | Stadion: Stadion pod Bijelim Brijegom, Mostar Toeschouwers: 5.400 Scheidsrechter: Fabio Maresca |
| 6 juli 2022 20:00 uur |                 |       |                  | Stadion: Stadion pod Bijelim Brijegom, Mostar Toeschouwers: 5.400 Scheidsrechter: Fabio Maresca |
|                       |                 |       |                  |                                                                                                 |

|                                                                                  |                  |         |                 |                                                                                       |
| 12 juli 2022 19:00 uur                                                           | Sheriff Tiraspol | 1 – 0   | Zrinjski Mostar | Stadion: Stadionul Zimbru, Chisinau Toeschouwers: 4.242 Scheidsrechter: Radu Petrescu |
| 12 juli 2022 19:00 uur                                                           | Savić 22' (e.d.) | Verslag |                 | Stadion: Stadionul Zimbru, Chisinau Toeschouwers: 4.242 Scheidsrechter: Radu Petrescu |
| 12 juli 2022 19:00 uur                                                           |                  |         |                 | Stadion: Stadionul Zimbru, Chisinau Toeschouwers: 4.242 Scheidsrechter: Radu Petrescu |
| 12 juli 2022 19:00 uur                                                           |                  |         |                 | Stadion: Stadionul Zimbru, Chisinau Toeschouwers: 4.242 Scheidsrechter: Radu Petrescu |
| Bijz.: Sheriff Tiraspol won over twee wedstrijden met een totaalscore van 1 – 0. |                  |         |                 |                                                                                       |

|                       |                   |         |                     |                                                                                                 |
| 6 juli 2022 20:30 uur | Slovan Bratislava | 0 – 0   | Dinamo Batoemi      | Stadion: Národný futbalový štadión, Bratislava Toeschouwers: 10.589 Scheidsrechter: David Coote |
| 6 juli 2022 20:30 uur |                   | Verslag | 26', 42' Kobachidze | Stadion: Národný futbalový štadión, Bratislava Toeschouwers: 10.589 Scheidsrechter: David Coote |
| 6 juli 2022 20:30 uur |                   |         |                     | Stadion: Národný futbalový štadión, Bratislava Toeschouwers: 10.589 Scheidsrechter: David Coote |
| 6 juli 2022 20:30 uur |                   |         |                     | Stadion: Národný futbalový štadión, Bratislava Toeschouwers: 10.589 Scheidsrechter: David Coote |
|                       |                   |         |                     |                                                                                                 |

|                                                                                   |                   |              |                                 |                                                                                     |
| 13 juli 2022 19:00 uur                                                            | Dinamo Batoemi    | 1 – 2 (n.v.) | Slovan Bratislava               | Stadion: Batoemistadion, Batoemi Toeschouwers: 20.022 Scheidsrechter: António Nobre |
| 13 juli 2022 19:00 uur                                                            | Davitashvili 104' | Verslag      | 115' Barseghyan 120+3' Šaponjić | Stadion: Batoemistadion, Batoemi Toeschouwers: 20.022 Scheidsrechter: António Nobre |
| 13 juli 2022 19:00 uur                                                            |                   |              |                                 | Stadion: Batoemistadion, Batoemi Toeschouwers: 20.022 Scheidsrechter: António Nobre |
| 13 juli 2022 19:00 uur                                                            |                   |              |                                 | Stadion: Batoemistadion, Batoemi Toeschouwers: 20.022 Scheidsrechter: António Nobre |
| Bijz.: Slovan Bratislava won over twee wedstrijden met een totaalscore van 2 – 1. |                   |              |                                 |                                                                                     |

### Tweede kwalificatieronde
De tweede kwalificatieronde bestond uit twee aparte constructies: een voor kampioenen en een voor niet-kampioenen. De loting vond plaats op 15 juni. De heenwedstrijden werden gespeeld op 19 en 20 juli, de terugwedstrijden op 26 en 27 juli 2022. De verliezende clubs uit beide constructies stroomden door naar de derde kwalificatieronde van de UEFA Europa League.

#### Loting

##### Kampioenen
Aan de tweede kwalificatieronde voor kampioenen deden 20 clubs mee: 5 nieuwe clubs en de 15 winnaars uit de eerste kwalificatieronde.
| Geplaatst | Geplaatst                                                      | Ongeplaatst       | Ongeplaatst |
| Team | Coeff.                                                         | Team              | Coeff.      |
| --- | -------------------------------------------------------------- | ----------------- | ----------- |
| Dinamo Zagreb | 49.500                                                         | NK Maribor        | 14.000      |
| Olympiakos Piraeus | 41.000                                                         | Slovan Bratislava | 13.000      |
| FC Viktoria Pilsen | 31.000                                                         | HJK Helsinki      | 08.500      |
| FK Qarabağ | 25.000                                                         | Linfield FC       | (08.500)    |
| Malmö FF | 23.500                                                         | F91 Dudelange     | 08.500      |
| PFK Loedogorets | 23.000                                                         | FK Žalgiris       | 08.000      |
| Sheriff Tiraspol | 22.500                                                         | KF Shkupi         | (07.250)    |
| Pjoenik Jerevan | (19.500)                                                       | Maccabi Haifa     | 07.000      |
| FK Bodø/Glimt | 17.000                                                         | Shamrock Rovers   | 07.000      |
| Ferencváros | 15.500                                                         | FC Zürich         | 07.000      |
| \| Legenda \| \| \| Geplaatst voor de volgende ronde (derde kwalificatieronde (kampioenen)) \| \| \| Geplaatst voor de Europa League (derde kwalificatieronde (kampioenen)) \| \| \| Symbool: \| Betekenis: \| \| (.....) \| Door op de coëfficiënt van de tegenstander uit de vorige ronde \| |                                                                |                   |             |
| Legenda |                                                                |                   |             |
| Geplaatst voor de volgende ronde (derde kwalificatieronde (kampioenen)) |                                                                |                   |             |
| Geplaatst voor de Europa League (derde kwalificatieronde (kampioenen)) |                                                                |                   |             |
| Symbool: | Betekenis:                                                     |                   |             |
| (.....) | Door op de coëfficiënt van de tegenstander uit de vorige ronde |                   |             |

##### Niet-kampioenen
Aan de tweede kwalificatieronde voor niet-kampioenen deden 4 clubs mee.
| Geplaatst | Geplaatst | Ongeplaatst   | Ongeplaatst |
| Team | Coeff.    | Team          | Coeff.      |
| --- | --------- | ------------- | ----------- |
| FC Dynamo Kiev | 44.000    | Fenerbahçe SK | 14.500      |
| FC Midtjylland | 19.000    | AEK Larnaca   | 07.500      |
| \| Legenda \| \| Geplaatst voor de volgende ronde (derde kwalificatieronde (niet-kampioenen)) \| \| Geplaatst voor de Europa League (derde kwalificatieronde (niet-kampioenen)) \| |           |               |             |
| Legenda |           |               |             |
| Geplaatst voor de volgende ronde (derde kwalificatieronde (niet-kampioenen)) |           |               |             |
| Geplaatst voor de Europa League (derde kwalificatieronde (niet-kampioenen)) |           |               |             |

Voorloting
| Kampioenen                               | Kampioenen                                | Kampioenen                                    | Kampioenen                                 | Kampioenen                                                                | Kampioenen                                                   |
| Groep 1                                  | Groep 1                                   | Groep 2                                       | Groep 2                                    | Groep 3                                                                   | Groep 3                                                      |
| Geplaatst                                | Ongeplaatst                               | Geplaatst                                     | Ongeplaatst                                | Geplaatst                                                                 | Ongeplaatst                                                  |
| ---------------------------------------- | ----------------------------------------- | --------------------------------------------- | ------------------------------------------ | ------------------------------------------------------------------------- | ------------------------------------------------------------ |
| Dinamo Zagreb FK Qarabağ * Ferencváros * | Slovan Bratislava * KF Shkupi * FC Zürich | FC Viktoria Pilsen Malmö FF * FK Bodø/Glimt * | HJK Helsinki * Linfield FC * FK Žalgiris * | Olympiakos Piraeus PFK Loedogorets * Sheriff Tiraspol * Pjoenik Jerevan * | NK Maribor * F91 Dudelange * Maccabi Haifa Shamrock Rovers * |

* Deze clubs waren tijdens de loting nog niet bekend.

#### Uitslag loting en uitslagen
| Team 1          | Tot.               | Team 2             | 1e wedstr. | 2e wedstr.   |
| Kampioenen      | Kampioenen         | Kampioenen         | Kampioenen | Kampioenen   |
| --------------- | ------------------ | ------------------ | ---------- | ------------ |
| Ferencváros     | 5 – 3              | Slovan Bratislava  | 1 – 2      | 4 – 1        |
| Dinamo Zagreb   | 3 – 2              | KF Shkupi          | 2 – 2      | 1 – 0        |
| FK Qarabağ      | 5 – 4              | FC Zürich          | 3 – 2      | 2 – 2 (n.v.) |
| HJK Helsinki    | 1 – 7              | FC Viktoria Pilsen | 1 – 2      | 0 – 5        |
| Linfield FC     | 1 – 8              | FK Bodø/Glimt      | 1 – 0      | 0 – 8        |
| FK Žalgiris     | 3 – 0              | Malmö FF           | 1 – 0      | 2 – 0        |
| PFK Loedogorets | 4 – 2              | Shamrock Rovers    | 3 – 0      | 1 – 2        |
| NK Maribor      | 0 – 1              | Sheriff Tiraspol   | 0 – 0      | 0 – 1        |
| Maccabi Haifa   | 5 – 1              | Olympiakos Piraeus | 1 – 1      | 4 – 0        |
| Pjoenik Jerevan | 4 – 2              | F91 Dudelange      | 0 – 1      | 4 – 1        |
| Niet-kampioenen |                    |                    |            |              |
| FC Midtjylland  | 2 – 2 (4 – 3 pen.) | AEK Larnaca        | 1 – 1      | 1 – 1 (n.v.) |
| FC Dynamo Kiev  | 2 – 1              | Fenerbahçe SK      | 0 – 0      | 2 – 1 (n.v.) |

#### Wedstrijden

##### Heen- en terugwedstrijden
|                        |                  |         |                           | |
| 20 juli 2022 20:00 uur | Ferencváros      | 1 – 2   | Slovan Bratislava         | Stadion: Groupama Arena, Boedapest Toeschouwers: 20.459 Scheidsrechter: Ricardo de Burgos Bengoetxea |
| 20 juli 2022 20:00 uur | Zachariassen 70' | Verslag | 81' Kasjia 86' Barseghyan | Stadion: Groupama Arena, Boedapest Toeschouwers: 20.459 Scheidsrechter: Ricardo de Burgos Bengoetxea |
| 20 juli 2022 20:00 uur |                  |         |                           | Stadion: Groupama Arena, Boedapest Toeschouwers: 20.459 Scheidsrechter: Ricardo de Burgos Bengoetxea |
| 20 juli 2022 20:00 uur |                  |         |                           | Stadion: Groupama Arena, Boedapest Toeschouwers: 20.459 Scheidsrechter: Ricardo de Burgos Bengoetxea |
|                        |                  |         |                           | |

|                                                                             |                   |         |                                                     | |
| 27 juli 2022 20:00 uur                                                      | Slovan Bratislava | 1 – 4   | Ferencváros                                         | Stadion: Národný futbalový štadión, Bratislava Toeschouwers: 21.500 Scheidsrechter: Marco Di Bello |
| 27 juli 2022 20:00 uur                                                      | De Marco 70'      | Verslag | 20' Boli 31' Zachariassen 89' Traoré 90+5' Laïdouni | Stadion: Národný futbalový štadión, Bratislava Toeschouwers: 21.500 Scheidsrechter: Marco Di Bello |
| 27 juli 2022 20:00 uur                                                      |                   |         |                                                     | Stadion: Národný futbalový štadión, Bratislava Toeschouwers: 21.500 Scheidsrechter: Marco Di Bello |
| 27 juli 2022 20:00 uur                                                      |                   |         |                                                     | Stadion: Národný futbalový štadión, Bratislava Toeschouwers: 21.500 Scheidsrechter: Marco Di Bello |
| Bijz.: Ferencváros won over twee wedstrijden met een totaalscore van 5 – 3. |                   |         |                                                     | |

|                        |                        |         |                       |                                                                                    |
| 19 juli 2022 21:00 uur | Dinamo Zagreb          | 2 – 2   | KF Shkupi             | Stadion: Maksimirstadion, Zagreb Toeschouwers: 7.912 Scheidsrechter: Radu Petrescu |
| 19 juli 2022 21:00 uur | Ademi 44' Petković 86' | Verslag | 25' Queven 89' Cephas | Stadion: Maksimirstadion, Zagreb Toeschouwers: 7.912 Scheidsrechter: Radu Petrescu |
| 19 juli 2022 21:00 uur |                        |         |                       | Stadion: Maksimirstadion, Zagreb Toeschouwers: 7.912 Scheidsrechter: Radu Petrescu |
| 19 juli 2022 21:00 uur |                        |         |                       | Stadion: Maksimirstadion, Zagreb Toeschouwers: 7.912 Scheidsrechter: Radu Petrescu |
|                        |                        |         |                       |                                                                                    |

|                                                                               |           |         |               |                                                                                      |
| 26 juli 2022 21:00 uur                                                        | KF Shkupi | 0 – 1   | Dinamo Zagreb | Stadion: Toše Proeskiarena, Skopje Toeschouwers: 12.500 Scheidsrechter: Jakob Kehlet |
| 26 juli 2022 21:00 uur                                                        |           | Verslag | 17' Ademi     | Stadion: Toše Proeskiarena, Skopje Toeschouwers: 12.500 Scheidsrechter: Jakob Kehlet |
| 26 juli 2022 21:00 uur                                                        |           |         |               | Stadion: Toše Proeskiarena, Skopje Toeschouwers: 12.500 Scheidsrechter: Jakob Kehlet |
| 26 juli 2022 21:00 uur                                                        |           |         |               | Stadion: Toše Proeskiarena, Skopje Toeschouwers: 12.500 Scheidsrechter: Jakob Kehlet |
| Bijz.: Dinamo Zagreb won over twee wedstrijden met een totaalscore van 3 – 2. |           |         |               |                                                                                      |

|                        |                         |         |                                |                                                                                           |
| 19 juli 2022 18:00 uur | FK Qarabağ              | 3 – 2   | FC Zürich                      | Stadion: Tofikh Bakhramovstadion, Bakoe Toeschouwers: 30.782 Scheidsrechter: Irfan Peljto |
| 19 juli 2022 18:00 uur | Kady 17' Wadji 36', 66' | Verslag | 65' Kamberi 85' (pen.) Kryeziu | Stadion: Tofikh Bakhramovstadion, Bakoe Toeschouwers: 30.782 Scheidsrechter: Irfan Peljto |
| 19 juli 2022 18:00 uur |                         |         |                                | Stadion: Tofikh Bakhramovstadion, Bakoe Toeschouwers: 30.782 Scheidsrechter: Irfan Peljto |
| 19 juli 2022 18:00 uur |                         |         |                                | Stadion: Tofikh Bakhramovstadion, Bakoe Toeschouwers: 30.782 Scheidsrechter: Irfan Peljto |
|                        |                         |         |                                |                                                                                           |

|                                                                            |                                  |              |                    |                                                                                  |
| 27 juli 2022 19:00 uur                                                     | FC Zürich                        | 2 – 2 (n.v.) | FK Qarabağ         | Stadion: Letzigrund, Zürich Toeschouwers: 10.237 Scheidsrechter: Allard Lindhout |
| 27 juli 2022 19:00 uur                                                     | Mammadov 4' (e.d.) Santini 90+6' | Verslag      | 56' Kady 98' Owusu | Stadion: Letzigrund, Zürich Toeschouwers: 10.237 Scheidsrechter: Allard Lindhout |
| 27 juli 2022 19:00 uur                                                     |                                  |              |                    | Stadion: Letzigrund, Zürich Toeschouwers: 10.237 Scheidsrechter: Allard Lindhout |
| 27 juli 2022 19:00 uur                                                     |                                  |              |                    | Stadion: Letzigrund, Zürich Toeschouwers: 10.237 Scheidsrechter: Allard Lindhout |
| Bijz.: FK Qarabağ won over twee wedstrijden met een totaalscore van 5 – 4. |                                  |              |                    |                                                                                  |

|                        |               |         |                           |                                                                                    |
| 20 juli 2022 18:00 uur | HJK Helsinki  | 1 – 2   | FC Viktoria Pilsen        | Stadion: Bolt Arena, Helsinki Toeschouwers: 5.236 Scheidsrechter: Nikola Dabanović |
| 20 juli 2022 18:00 uur | Radulović 50' | Verslag | 6' (pen.) Chorý 57' Kopic | Stadion: Bolt Arena, Helsinki Toeschouwers: 5.236 Scheidsrechter: Nikola Dabanović |
| 20 juli 2022 18:00 uur |               |         |                           | Stadion: Bolt Arena, Helsinki Toeschouwers: 5.236 Scheidsrechter: Nikola Dabanović |
| 20 juli 2022 18:00 uur |               |         |                           | Stadion: Bolt Arena, Helsinki Toeschouwers: 5.236 Scheidsrechter: Nikola Dabanović |
|                        |               |         |                           |                                                                                    |

|                                                                                    |                                                   |         |              |                                                                                        |
| 26 juli 2022 19:00 uur                                                             | FC Viktoria Pilsen                                | 5 – 0   | HJK Helsinki | Stadion: Doosan Arena,, Pilsen Toeschouwers: 10.810 Scheidsrechter: Aleksandar Stavrev |
| 26 juli 2022 19:00 uur                                                             | Pernica 11' Sýkora 21', 73' Hejda 31' Kliment 84' | Verslag |              | Stadion: Doosan Arena,, Pilsen Toeschouwers: 10.810 Scheidsrechter: Aleksandar Stavrev |
| 26 juli 2022 19:00 uur                                                             |                                                   |         |              | Stadion: Doosan Arena,, Pilsen Toeschouwers: 10.810 Scheidsrechter: Aleksandar Stavrev |
| 26 juli 2022 19:00 uur                                                             |                                                   |         |              | Stadion: Doosan Arena,, Pilsen Toeschouwers: 10.810 Scheidsrechter: Aleksandar Stavrev |
| Bijz.: FC Viktoria Pilsen won over twee wedstrijden met een totaalscore van 7 – 1. |                                                   |         |              |                                                                                        |

|                        |             |         |               |                                                                                     |
| 19 juli 2022 20:45 uur | Linfield FC | 1 – 0   | FK Bodø/Glimt | Stadion: Windsor Park, Belfast Toeschouwers: 3.168 Scheidsrechter: Andris Treimanis |
| 19 juli 2022 20:45 uur | Millar 83'  | Verslag |               | Stadion: Windsor Park, Belfast Toeschouwers: 3.168 Scheidsrechter: Andris Treimanis |
| 19 juli 2022 20:45 uur |             |         |               | Stadion: Windsor Park, Belfast Toeschouwers: 3.168 Scheidsrechter: Andris Treimanis |
| 19 juli 2022 20:45 uur |             |         |               | Stadion: Windsor Park, Belfast Toeschouwers: 3.168 Scheidsrechter: Andris Treimanis |
|                        |             |         |               |                                                                                     |

|                                                                               | |         |             |                                                                                    |
| 27 juli 2022 18:00 uur                                                        | FK Bodø/Glimt                                                                                         | 8 – 0   | Linfield FC | Stadion: Aspmyrastadion, Bodø Toeschouwers: 5.110 Scheidsrechter: Roi Reinshreiber |
| 27 juli 2022 18:00 uur                                                        | Vetlesen 7' Boniface 21' (pen.) Pellegrino 25', 54' (pen.) Saltnes 29' Espejord 52', 88' Sampsted 73' | Verslag | 21' Millar  | Stadion: Aspmyrastadion, Bodø Toeschouwers: 5.110 Scheidsrechter: Roi Reinshreiber |
| 27 juli 2022 18:00 uur                                                        | |         |             | Stadion: Aspmyrastadion, Bodø Toeschouwers: 5.110 Scheidsrechter: Roi Reinshreiber |
| 27 juli 2022 18:00 uur                                                        | |         |             | Stadion: Aspmyrastadion, Bodø Toeschouwers: 5.110 Scheidsrechter: Roi Reinshreiber |
| Bijz.: FK Bodø/Glimt won over twee wedstrijden met een totaalscore van 8 – 1. | |         |             |                                                                                    |

|                        |             |         |          |                                                                                  |
| 19 juli 2022 18:00 uur | FK Žalgiris | 1 – 0   | Malmö FF | Stadion: LFF-stadion, Vilnius Toeschouwers: 4.918 Scheidsrechter: Georgi Kabakov |
| 19 juli 2022 18:00 uur | Ourega 49'  | Verslag |          | Stadion: LFF-stadion, Vilnius Toeschouwers: 4.918 Scheidsrechter: Georgi Kabakov |
| 19 juli 2022 18:00 uur |             |         |          | Stadion: LFF-stadion, Vilnius Toeschouwers: 4.918 Scheidsrechter: Georgi Kabakov |
| 19 juli 2022 18:00 uur |             |         |          | Stadion: LFF-stadion, Vilnius Toeschouwers: 4.918 Scheidsrechter: Georgi Kabakov |
|                        |             |         |          |                                                                                  |

|                                                                             |                       |         |                          |                                                                                  |
| 27 juli 2022 19:00 uur                                                      | Malmö FF              | 0 – 2   | FK Žalgiris              | Stadion: Eleda Stadion, Malmö Toeschouwers: 17.234 Scheidsrechter: Kristo Tohver |
| 27 juli 2022 19:00 uur                                                      | Christiansen 38', 78' | Verslag | 34' Oyewusi 52' Oliveira | Stadion: Eleda Stadion, Malmö Toeschouwers: 17.234 Scheidsrechter: Kristo Tohver |
| 27 juli 2022 19:00 uur                                                      |                       |         |                          | Stadion: Eleda Stadion, Malmö Toeschouwers: 17.234 Scheidsrechter: Kristo Tohver |
| 27 juli 2022 19:00 uur                                                      |                       |         |                          | Stadion: Eleda Stadion, Malmö Toeschouwers: 17.234 Scheidsrechter: Kristo Tohver |
| Bijz.: FK Žalgiris won over twee wedstrijden met een totaalscore van 3 – 0. |                       |         |                          |                                                                                  |

|                        |                                |         |                 |                                                                                      |
| 19 juli 2022 19:45 uur | PFK Loedogorets                | 3 – 0   | Shamrock Rovers | Stadion: Huvepharma Arena, Razgrad Toeschouwers: 4.983 Scheidsrechter: João Pinheiro |
| 19 juli 2022 19:45 uur | Sotiriou 26', 35' Thiago 90+4' | Verslag |                 | Stadion: Huvepharma Arena, Razgrad Toeschouwers: 4.983 Scheidsrechter: João Pinheiro |
| 19 juli 2022 19:45 uur |                                |         |                 | Stadion: Huvepharma Arena, Razgrad Toeschouwers: 4.983 Scheidsrechter: João Pinheiro |
| 19 juli 2022 19:45 uur |                                |         |                 | Stadion: Huvepharma Arena, Razgrad Toeschouwers: 4.983 Scheidsrechter: João Pinheiro |
|                        |                                |         |                 |                                                                                      |

|                                                                                 |                       |         |                               |                                                                                     |
| 26 juli 2022 21:00 uur                                                          | Shamrock Rovers       | 2 – 1   | PFK Loedogorets               | Stadion: Tallaght Stadium, Dublin Toeschouwers: 6.322 Scheidsrechter: Fabio Maresca |
| 26 juli 2022 21:00 uur                                                          | Greene 21' Emakhu 88' | Verslag | 24', 51' Cafumana 90+1' Souza | Stadion: Tallaght Stadium, Dublin Toeschouwers: 6.322 Scheidsrechter: Fabio Maresca |
| 26 juli 2022 21:00 uur                                                          |                       |         |                               | Stadion: Tallaght Stadium, Dublin Toeschouwers: 6.322 Scheidsrechter: Fabio Maresca |
| 26 juli 2022 21:00 uur                                                          |                       |         |                               | Stadion: Tallaght Stadium, Dublin Toeschouwers: 6.322 Scheidsrechter: Fabio Maresca |
| Bijz.: PFK Loedogorets won over twee wedstrijden met een totaalscore van 4 – 2. |                       |         |                               |                                                                                     |

|                        |            |       |                  |                                                                                          |
| 20 juli 2022 20:15 uur | NK Maribor | 0 – 0 | Sheriff Tiraspol | Stadion: Ljudski vrt-stadion, Maribor Toeschouwers: 7.150 Scheidsrechter: Harald Lechner |
| 20 juli 2022 20:15 uur | Verslag    |       |                  | Stadion: Ljudski vrt-stadion, Maribor Toeschouwers: 7.150 Scheidsrechter: Harald Lechner |
| 20 juli 2022 20:15 uur |            |       |                  | Stadion: Ljudski vrt-stadion, Maribor Toeschouwers: 7.150 Scheidsrechter: Harald Lechner |
| 20 juli 2022 20:15 uur |            |       |                  | Stadion: Ljudski vrt-stadion, Maribor Toeschouwers: 7.150 Scheidsrechter: Harald Lechner |
|                        |            |       |                  |                                                                                          |

|                                                                                  |                  |         |            |                                                                                      |
| 26 juli 2022 19:00 uur                                                           | Sheriff Tiraspol | 1 – 0   | NK Maribor | Stadion: Stadionul Zimbru, Chisinau Toeschouwers: 6.738 Scheidsrechter: Tamás Bognár |
| 26 juli 2022 19:00 uur                                                           | Yansané 88'      | Verslag |            | Stadion: Stadionul Zimbru, Chisinau Toeschouwers: 6.738 Scheidsrechter: Tamás Bognár |
| 26 juli 2022 19:00 uur                                                           |                  |         |            | Stadion: Stadionul Zimbru, Chisinau Toeschouwers: 6.738 Scheidsrechter: Tamás Bognár |
| 26 juli 2022 19:00 uur                                                           |                  |         |            | Stadion: Stadionul Zimbru, Chisinau Toeschouwers: 6.738 Scheidsrechter: Tamás Bognár |
| Bijz.: Sheriff Tiraspol won over twee wedstrijden met een totaalscore van 1 – 0. |                  |         |            |                                                                                      |

|                        |               |         |                    |                                                                                         |
| 20 juli 2022 19:00 uur | Maccabi Haifa | 1 – 1   | Olympiakos Piraeus | Stadion: Sammy Oferstadion, Haifa Toeschouwers: 29.654 Scheidsrechter: Sascha Stegemann |
| 20 juli 2022 19:00 uur | Haziza 90+2'  | Verslag | 7' Zinckernagel    | Stadion: Sammy Oferstadion, Haifa Toeschouwers: 29.654 Scheidsrechter: Sascha Stegemann |
| 20 juli 2022 19:00 uur |               |         |                    | Stadion: Sammy Oferstadion, Haifa Toeschouwers: 29.654 Scheidsrechter: Sascha Stegemann |
| 20 juli 2022 19:00 uur |               |         |                    | Stadion: Sammy Oferstadion, Haifa Toeschouwers: 29.654 Scheidsrechter: Sascha Stegemann |
|                        |               |         |                    |                                                                                         |

|                                                                               |                    |         |                                        | |
| 27 juli 2022 21:00 uur                                                        | Olympiakos Piraeus | 0 – 4   | Maccabi Haifa                          | Stadion: Georgios Karaiskákisstadion, Piraeus Toeschouwers: 21.705 Scheidsrechter: Daniel Stefanski |
| 27 juli 2022 21:00 uur                                                        |                    | Verslag | 5' Chery 61', 65' Pierrot 87' Abu Fani | Stadion: Georgios Karaiskákisstadion, Piraeus Toeschouwers: 21.705 Scheidsrechter: Daniel Stefanski |
| 27 juli 2022 21:00 uur                                                        |                    |         |                                        | Stadion: Georgios Karaiskákisstadion, Piraeus Toeschouwers: 21.705 Scheidsrechter: Daniel Stefanski |
| 27 juli 2022 21:00 uur                                                        |                    |         |                                        | Stadion: Georgios Karaiskákisstadion, Piraeus Toeschouwers: 21.705 Scheidsrechter: Daniel Stefanski |
| Bijz.: Maccabi Haifa won over twee wedstrijden met een totaalscore van 5 – 1. |                    |         |                                        | |

|                        |                 |         |                  | |
| 19 juli 2022 18:00 uur | Pjoenik Jerevan | 0 – 1   | F91 Dudelange    | Stadion: Republikeins Stadion Vazgen Sargsian, Jerevan Toeschouwers: 9.000 Scheidsrechter: Craig Pawson |
| 19 juli 2022 18:00 uur |                 | Verslag | 72' (pen.) Hadji | Stadion: Republikeins Stadion Vazgen Sargsian, Jerevan Toeschouwers: 9.000 Scheidsrechter: Craig Pawson |
| 19 juli 2022 18:00 uur |                 |         |                  | Stadion: Republikeins Stadion Vazgen Sargsian, Jerevan Toeschouwers: 9.000 Scheidsrechter: Craig Pawson |
| 19 juli 2022 18:00 uur |                 |         |                  | Stadion: Republikeins Stadion Vazgen Sargsian, Jerevan Toeschouwers: 9.000 Scheidsrechter: Craig Pawson |
|                        |                 |         |                  | |

|                                                                                 |               |         |                                           |                                                                                                |
| 26 juli 2022 19:30 uur                                                          | F91 Dudelange | 1 – 4   | Pjoenik Jerevan                           | Stadion: Stade Jos Nosbaum, Dudelange Toeschouwers: 1.495 Scheidsrechter: José Munuera Montero |
| 26 juli 2022 19:30 uur                                                          | Nader 21'     | Verslag | 24' Juninho 54', 85' Juričić 76' Otubanjo | Stadion: Stade Jos Nosbaum, Dudelange Toeschouwers: 1.495 Scheidsrechter: José Munuera Montero |
| 26 juli 2022 19:30 uur                                                          |               |         |                                           | Stadion: Stade Jos Nosbaum, Dudelange Toeschouwers: 1.495 Scheidsrechter: José Munuera Montero |
| 26 juli 2022 19:30 uur                                                          |               |         |                                           | Stadion: Stade Jos Nosbaum, Dudelange Toeschouwers: 1.495 Scheidsrechter: José Munuera Montero |
| Bijz.: Pjoenik Jerevan won over twee wedstrijden met een totaalscore van 4 – 2. |               |         |                                           |                                                                                                |

|                        |                 |         |             |                                                                               |
| 19 juli 2022 19:45 uur | FC Midtjylland  | 1 – 1   | AEK Larnaca | Stadion: MCH Arena, Herning Toeschouwers: 7.000 Scheidsrechter: Novak Simović |
| 19 juli 2022 19:45 uur | Sviatchenko 84' | Verslag | 81' Gyurcsó | Stadion: MCH Arena, Herning Toeschouwers: 7.000 Scheidsrechter: Novak Simović |
| 19 juli 2022 19:45 uur |                 |         |             | Stadion: MCH Arena, Herning Toeschouwers: 7.000 Scheidsrechter: Novak Simović |
| 19 juli 2022 19:45 uur |                 |         |             | Stadion: MCH Arena, Herning Toeschouwers: 7.000 Scheidsrechter: Novak Simović |
|                        |                 |         |             |                                                                               |

| |                                    |                         |                                    |                                                                            |
| 26 juli 2022 17:30 uur | AEK Larnaca                        | 1 – 1 (n.v.) 3 – 4 pen. | FC Midtjylland                     | Stadion: AEK Arena, Larnaca Toeschouwers: 6.163 Scheidsrechter: István Vad |
| 26 juli 2022 17:30 uur | Olatunji 9'                        | Verslag                 | 12' Dalsgaard                      | Stadion: AEK Arena, Larnaca Toeschouwers: 6.163 Scheidsrechter: István Vad |
| 26 juli 2022 17:30 uur | Strafschoppen                      |                         |                                    | Stadion: AEK Arena, Larnaca Toeschouwers: 6.163 Scheidsrechter: István Vad |
| 26 juli 2022 17:30 uur | Altman Miličević Romo Gama Gustavo |                         | Dalsgaard Sisto Sørensen Dyhr Kaba | Stadion: AEK Arena, Larnaca Toeschouwers: 6.163 Scheidsrechter: István Vad |
| Bijz.: FC Midtjylland speelde over twee wedstrijden gelijk met een totaalscore van 2 – 2, maar won de strafschoppenserie met 4 – 3. |                                    |                         |                                    |                                                                            |

|                        |                |       |               |                                                                                       |
| 20 juli 2022 20:00 uur | FC Dynamo Kiev | 0 – 0 | Fenerbahçe SK | Stadion: Stadion ŁKS, Łódź, (Polen) Toeschouwers: 11.603 Scheidsrechter: Glenn Nyberg |
| 20 juli 2022 20:00 uur | Verslag        |       |               | Stadion: Stadion ŁKS, Łódź, (Polen) Toeschouwers: 11.603 Scheidsrechter: Glenn Nyberg |
| 20 juli 2022 20:00 uur |                |       |               | Stadion: Stadion ŁKS, Łódź, (Polen) Toeschouwers: 11.603 Scheidsrechter: Glenn Nyberg |
| 20 juli 2022 20:00 uur |                |       |               | Stadion: Stadion ŁKS, Łódź, (Polen) Toeschouwers: 11.603 Scheidsrechter: Glenn Nyberg |
|                        |                |       |               |                                                                                       |

|                                                                                |                            |              |                               | |
| 27 juli 2022 19:00 uur                                                         | Fenerbahçe SK              | 1 – 2 (n.v.) | FC Dynamo Kiev                | Stadion: Şükrü Saracoğlustadion, Istanboel Toeschouwers: 40.000 Scheidsrechter: Massimiliano Irrati |
| 27 juli 2022 19:00 uur                                                         | Yüksek 29', 53' Szalai 89' | Verslag      | 57' Boejalskyj 114' Karavajev | Stadion: Şükrü Saracoğlustadion, Istanboel Toeschouwers: 40.000 Scheidsrechter: Massimiliano Irrati |
| 27 juli 2022 19:00 uur                                                         |                            |              |                               | Stadion: Şükrü Saracoğlustadion, Istanboel Toeschouwers: 40.000 Scheidsrechter: Massimiliano Irrati |
| 27 juli 2022 19:00 uur                                                         |                            |              |                               | Stadion: Şükrü Saracoğlustadion, Istanboel Toeschouwers: 40.000 Scheidsrechter: Massimiliano Irrati |
| Bijz.: FC Dynamo Kiev won over twee wedstrijden met een totaalscore van 2 – 1. |                            |              |                               | |

### Derde kwalificatieronde
De derde kwalificatieronde bestond uit twee aparte constructies: een voor kampioenen en een voor niet-kampioenen. De loting vond plaats op 18 juli 2022. De heenwedstrijden werden gespeeld op 2 en 3 augustus, de terugwedstrijden op 9 augustus 2022.

#### Loting

##### Kampioenen
Aan de derde kwalificatieronde voor kampioenen deden 12 clubs mee: 2 nieuwe clubs en de 10 winnaars uit de tweede kwalificatieronde (kampioenen). De verliezende clubs stroomden door naar de play-offronde van de UEFA Europa League.
| Geplaatst | Geplaatst                                                      | Ongeplaatst      | Ongeplaatst |
| Team | Coeff.                                                         | Team             | Coeff.      |
| --- | -------------------------------------------------------------- | ---------------- | ----------- |
| Dinamo Zagreb | 49.500                                                         | PFK Loedogorets  | 23.000      |
| Rode Ster Belgrado | 46.000                                                         | Sheriff Tiraspol | 22.500      |
| Maccabi Haifa | (41.000)                                                       | FK Bodø/Glimt    | 17.000      |
| FC Viktoria Pilsen | 31.000                                                         | Ferencváros      | 15.500      |
| FK Qarabağ | 25.000                                                         | Apollon Limasol  | 14.000      |
| FK Žalgiris | (23.500)                                                       | Pjoenik Jerevan  | (08.500)    |
| \| Legenda \| \| \| Geplaatst voor de volgende ronde (play-offronde (kampioenen)) \| \| \| Geplaatst voor de play-offronde van de Europa League \| \| \| Symbool: \| Betekenis: \| \| (.....) \| Door op de coëfficiënt van de tegenstander uit de vorige ronde \| |                                                                |                  |             |
| Legenda |                                                                |                  |             |
| Geplaatst voor de volgende ronde (play-offronde (kampioenen)) |                                                                |                  |             |
| Geplaatst voor de play-offronde van de Europa League |                                                                |                  |             |
| Symbool: | Betekenis:                                                     |                  |             |
| (.....) | Door op de coëfficiënt van de tegenstander uit de vorige ronde |                  |             |

##### Niet-kampioenen
Aan de derde kwalificatieronde voor niet-kampioenen deden 8 clubs mee: 6 nieuwe clubs en de 2 winnaars uit de tweede kwalificatieronde (niet-kampioenen). De verliezende clubs stroomden door naar de groepsfase van de UEFA Europa League.
| Geplaatst | Geplaatst                                          | Ongeplaatst       | Ongeplaatst |
| Team | Coeff.                                             | Team              | Coeff.      |
| --- | -------------------------------------------------- | ----------------- | ----------- |
| SL Benfica | 61.000                                             | AS Monaco         | 26.000      |
| Rangers FC | 50.250                                             | FC Midtjylland *  | 19.000      |
| FC Dynamo Kiev * | 44.000                                             | Sturm Graz        | 07.770      |
| PSV | 33.000                                             | Union Sint-Gillis | 06.120      |
| \| Legenda \| \| \| Geplaatst voor de volgende ronde (play-offronde (niet-kampioenen)) \| \| \| Geplaatst voor de groepsfase in het hoofdtoernooi van de Europa League \| \| \| Symbool: \| Betekenis: \| \| * \| Deze clubs waren tijdens de loting nog niet bekend \| |                                                    |                   |             |
| Legenda |                                                    |                   |             |
| Geplaatst voor de volgende ronde (play-offronde (niet-kampioenen)) |                                                    |                   |             |
| Geplaatst voor de groepsfase in het hoofdtoernooi van de Europa League |                                                    |                   |             |
| Symbool: | Betekenis:                                         |                   |             |
| * | Deze clubs waren tijdens de loting nog niet bekend |                   |             |

Voorloting
| Dinamo Zagreb * Maccabi Haifa * FK Qarabağ * | PFK Loedogorets * Ferencváros * Apollon Limasol | Rode Ster Belgrado FC Viktoria Pilsen * FK Žalgiris * | Sheriff Tiraspol * FK Bodø/Glimt * Pjoenik Jerevan * |

* Deze clubs waren tijdens de loting nog niet bekend.

#### Uitslag loting en uitslagen
| Team 1             | Tot.       | Team 2             | 1e wedstr. | 2e wedstr.   |
| Kampioenen         | Kampioenen | Kampioenen         | Kampioenen | Kampioenen   |
| ------------------ | ---------- | ------------------ | ---------- | ------------ |
| Maccabi Haifa      | 4 – 2      | Apollon Limasol    | 4 – 0      | 0 – 2        |
| FK Qarabağ         | 4 – 2      | Ferencváros        | 1 – 1      | 3 – 1        |
| PFK Loedogorets    | 3 – 6      | Dinamo Zagreb      | 1 – 2      | 2 – 4        |
| Sheriff Tiraspol   | 2 – 4      | FC Viktoria Pilsen | 1 – 2      | 1 – 2        |
| FK Bodø/Glimt      | 6 – 1      | FK Žalgiris        | 5 – 0      | 1 – 1        |
| Rode Ster Belgrado | 7 – 0      | Pjoenik Jerevan    | 5 – 0      | 2 – 0        |
| Niet-kampioenen    |            |                    |            |              |
| AS Monaco          | 3 – 4      | PSV                | 1 – 1      | 2 – 3 (n.v.) |
| FC Dynamo Kiev     | 3 – 1      | Sturm Graz         | 1 – 0      | 2 – 1 (n.v.) |
| Union Sint-Gillis  | 2 – 3      | Rangers FC         | 2 – 0      | 0 – 3        |
| SL Benfica         | 7 – 2      | FC Midtjylland     | 4 – 1      | 3 – 1        |

#### Wedstrijden

##### Heen- en terugwedstrijden
|                           |                                                   |         |                    |                                                                                         |
| 3 augustus 2022 19:00 uur | Maccabi Haifa                                     | 4 – 0   | Apollon Limasol    | Stadion: Sammy Oferstadion, Haifa Toeschouwers: 30.000 Scheidsrechter: Maurizio Mariani |
| 3 augustus 2022 19:00 uur | Peybernes 38' (e.d.) Mohamed 54', 62' Pierrot 79' | Verslag | 60', 61' Jovanović | Stadion: Sammy Oferstadion, Haifa Toeschouwers: 30.000 Scheidsrechter: Maurizio Mariani |
| 3 augustus 2022 19:00 uur |                                                   |         |                    | Stadion: Sammy Oferstadion, Haifa Toeschouwers: 30.000 Scheidsrechter: Maurizio Mariani |
| 3 augustus 2022 19:00 uur |                                                   |         |                    | Stadion: Sammy Oferstadion, Haifa Toeschouwers: 30.000 Scheidsrechter: Maurizio Mariani |
|                           |                                                   |         |                    |                                                                                         |

|                                                                               |                      |         |               |                                                                                |
| 9 augustus 2022 19:00 uur                                                     | Apollon Limasol      | 2 – 0   | Maccabi Haifa | Stadion: GSP-stadion, Nicosia Toeschouwers: 3.936 Scheidsrechter: Felix Zwayer |
| 9 augustus 2022 19:00 uur                                                     | Ongenda 19' Coll 27' | Verslag |               | Stadion: GSP-stadion, Nicosia Toeschouwers: 3.936 Scheidsrechter: Felix Zwayer |
| 9 augustus 2022 19:00 uur                                                     |                      |         |               | Stadion: GSP-stadion, Nicosia Toeschouwers: 3.936 Scheidsrechter: Felix Zwayer |
| 9 augustus 2022 19:00 uur                                                     |                      |         |               | Stadion: GSP-stadion, Nicosia Toeschouwers: 3.936 Scheidsrechter: Felix Zwayer |
| Bijz.: Maccabi Haifa won over twee wedstrijden met een totaalscore van 4 – 2. |                      |         |               |                                                                                |

|                           |            |         |             |                                                                                             |
| 3 augustus 2022 20:00 uur | FK Qarabağ | 1 – 1   | Ferencváros | Stadion: Tofikh Bakhramovstadion, Bakoe Toeschouwers: 31.200 Scheidsrechter: Andreas Ekberg |
| 3 augustus 2022 20:00 uur | Owusu 34'  | Verslag | 17' Boli    | Stadion: Tofikh Bakhramovstadion, Bakoe Toeschouwers: 31.200 Scheidsrechter: Andreas Ekberg |
| 3 augustus 2022 20:00 uur |            |         |             | Stadion: Tofikh Bakhramovstadion, Bakoe Toeschouwers: 31.200 Scheidsrechter: Andreas Ekberg |
| 3 augustus 2022 20:00 uur |            |         |             | Stadion: Tofikh Bakhramovstadion, Bakoe Toeschouwers: 31.200 Scheidsrechter: Andreas Ekberg |
|                           |            |         |             |                                                                                             |

|                                                                            |             |         |                          |                                                                                                 |
| 9 augustus 2022 20:00 uur                                                  | Ferencváros | 1 – 3   | FK Qarabağ               | Stadion: Groupama Arena, Boedapest Toeschouwers: 18.875 Scheidsrechter: Carlos del Cerro Grande |
| 9 augustus 2022 20:00 uur                                                  | Traoré 86'  | Verslag | 7' Zoubir 54', 78' Wadji | Stadion: Groupama Arena, Boedapest Toeschouwers: 18.875 Scheidsrechter: Carlos del Cerro Grande |
| 9 augustus 2022 20:00 uur                                                  |             |         |                          | Stadion: Groupama Arena, Boedapest Toeschouwers: 18.875 Scheidsrechter: Carlos del Cerro Grande |
| 9 augustus 2022 20:00 uur                                                  |             |         |                          | Stadion: Groupama Arena, Boedapest Toeschouwers: 18.875 Scheidsrechter: Carlos del Cerro Grande |
| Bijz.: FK Qarabağ won over twee wedstrijden met een totaalscore van 4 – 2. |             |         |                          |                                                                                                 |

|                           |                 |         |                         |                                                                                     |
| 2 augustus 2022 19:45 uur | PFK Loedogorets | 1 – 2   | Dinamo Zagreb           | Stadion: Huvepharma Arena, Razgrad Toeschouwers: 7.505 Scheidsrechter: Cüneyt Çakır |
| 2 augustus 2022 19:45 uur | Tekpetey 22'    | Verslag | 6' Perić 9' (e.d.) Padt | Stadion: Huvepharma Arena, Razgrad Toeschouwers: 7.505 Scheidsrechter: Cüneyt Çakır |
| 2 augustus 2022 19:45 uur |                 |         |                         | Stadion: Huvepharma Arena, Razgrad Toeschouwers: 7.505 Scheidsrechter: Cüneyt Çakır |
| 2 augustus 2022 19:45 uur |                 |         |                         | Stadion: Huvepharma Arena, Razgrad Toeschouwers: 7.505 Scheidsrechter: Cüneyt Çakır |
|                           |                 |         |                         |                                                                                     |

|                                                                               |                                                     |         |                                                                          |                                                                                      |
| 9 augustus 2022 20:00 uur                                                     | Dinamo Zagreb                                       | 4 – 2   | PFK Loedogorets                                                          | Stadion: Maksimirstadion, Zagreb Toeschouwers: 13.658 Scheidsrechter: Benoît Bastien |
| 9 augustus 2022 20:00 uur                                                     | Drmić 12' Oršić 27' (pen.), 44' Petković 87' (pen.) | Verslag | 10', 17' Yankov 45+4' (pen.), 49' Despodov 45+2', 72' Rick 86' Karničnik | Stadion: Maksimirstadion, Zagreb Toeschouwers: 13.658 Scheidsrechter: Benoît Bastien |
| 9 augustus 2022 20:00 uur                                                     |                                                     |         |                                                                          | Stadion: Maksimirstadion, Zagreb Toeschouwers: 13.658 Scheidsrechter: Benoît Bastien |
| 9 augustus 2022 20:00 uur                                                     |                                                     |         |                                                                          | Stadion: Maksimirstadion, Zagreb Toeschouwers: 13.658 Scheidsrechter: Benoît Bastien |
| Bijz.: Dinamo Zagreb won over twee wedstrijden met een totaalscore van 6 – 3. |                                                     |         |                                                                          |                                                                                      |

|                           |                    |         |                            |                                                                                          |
| 2 augustus 2022 19:00 uur | Sheriff Tiraspol   | 1 – 2   | FC Viktoria Pilsen         | Stadion: Stadionul Zimbru, Chisinau Toeschouwers: 8.153 Scheidsrechter: Serdar Gözübüyük |
| 2 augustus 2022 19:00 uur | Rasheed 36' (pen.) | Verslag | 41' (pen.) Chorý 55' Bucha | Stadion: Stadionul Zimbru, Chisinau Toeschouwers: 8.153 Scheidsrechter: Serdar Gözübüyük |
| 2 augustus 2022 19:00 uur |                    |         |                            | Stadion: Stadionul Zimbru, Chisinau Toeschouwers: 8.153 Scheidsrechter: Serdar Gözübüyük |
| 2 augustus 2022 19:00 uur |                    |         |                            | Stadion: Stadionul Zimbru, Chisinau Toeschouwers: 8.153 Scheidsrechter: Serdar Gözübüyük |
|                           |                    |         |                            |                                                                                          |

|                                                                                    |                          |         |                                       |                                                                                    |
| 9 augustus 2022 19:00 uur                                                          | FC Viktoria Pilsen       | 2 – 1   | Sheriff Tiraspol                      | Stadion: Doosan Arena,, Pilsen Toeschouwers: 10.770 Scheidsrechter: Orel Grinfeeld |
| 9 augustus 2022 19:00 uur                                                          | Kliment 10' Mosquera 62' | Verslag | 47' (pen.) Rasheed 26', 85' Evangelou | Stadion: Doosan Arena,, Pilsen Toeschouwers: 10.770 Scheidsrechter: Orel Grinfeeld |
| 9 augustus 2022 19:00 uur                                                          |                          |         |                                       | Stadion: Doosan Arena,, Pilsen Toeschouwers: 10.770 Scheidsrechter: Orel Grinfeeld |
| 9 augustus 2022 19:00 uur                                                          |                          |         |                                       | Stadion: Doosan Arena,, Pilsen Toeschouwers: 10.770 Scheidsrechter: Orel Grinfeeld |
| Bijz.: FC Viktoria Pilsen won over twee wedstrijden met een totaalscore van 4 – 2. |                          |         |                                       |                                                                                    |

|                           |                                                                              |         |             |                                                                              |
| 3 augustus 2022 18:00 uur | FK Bodø/Glimt                                                                | 5 – 0   | FK Žalgiris | Stadion: Aspmyrastadion, Bodø Toeschouwers: 6.117 Scheidsrechter: István Vad |
| 3 augustus 2022 18:00 uur | Vetlesen 33' (pen.) Pellegrino 36' Salvesen 58' Høibråten 61' Espejord 90+3' | Verslag |             | Stadion: Aspmyrastadion, Bodø Toeschouwers: 6.117 Scheidsrechter: István Vad |
| 3 augustus 2022 18:00 uur |                                                                              |         |             | Stadion: Aspmyrastadion, Bodø Toeschouwers: 6.117 Scheidsrechter: István Vad |
| 3 augustus 2022 18:00 uur |                                                                              |         |             | Stadion: Aspmyrastadion, Bodø Toeschouwers: 6.117 Scheidsrechter: István Vad |
|                           |                                                                              |         |             |                                                                              |

|                                                                               |                        |         |               |                                                                                  |
| 9 augustus 2022 18:00 uur                                                     | FK Žalgiris            | 1 – 1   | FK Bodø/Glimt | Stadion: LFF-stadion, Vilnius Toeschouwers: 4.629 Scheidsrechter: Sandro Schärer |
| 9 augustus 2022 18:00 uur                                                     | Kyeremeh 39' Mamić 55' | Verslag | 51' Mugisha   | Stadion: LFF-stadion, Vilnius Toeschouwers: 4.629 Scheidsrechter: Sandro Schärer |
| 9 augustus 2022 18:00 uur                                                     |                        |         |               | Stadion: LFF-stadion, Vilnius Toeschouwers: 4.629 Scheidsrechter: Sandro Schärer |
| 9 augustus 2022 18:00 uur                                                     |                        |         |               | Stadion: LFF-stadion, Vilnius Toeschouwers: 4.629 Scheidsrechter: Sandro Schärer |
| Bijz.: FK Bodø/Glimt won over twee wedstrijden met een totaalscore van 6 – 1. |                        |         |               |                                                                                  |

|                           |                                                             |         |                 |                                                                                              |
| 3 augustus 2022 20:45 uur | Rode Ster Belgrado                                          | 5 – 0   | Pjoenik Jerevan | Stadion: Rajko Mitićstadion, Belgrado Toeschouwers: 40.456 Scheidsrechter: Artur Soares Dias |
| 3 augustus 2022 20:45 uur | Bukari 29', 44', 70' Kangwa 33' Mitrović 77' Rodić 89', 90' | Verslag |                 | Stadion: Rajko Mitićstadion, Belgrado Toeschouwers: 40.456 Scheidsrechter: Artur Soares Dias |
| 3 augustus 2022 20:45 uur |                                                             |         |                 | Stadion: Rajko Mitićstadion, Belgrado Toeschouwers: 40.456 Scheidsrechter: Artur Soares Dias |
| 3 augustus 2022 20:45 uur |                                                             |         |                 | Stadion: Rajko Mitićstadion, Belgrado Toeschouwers: 40.456 Scheidsrechter: Artur Soares Dias |
|                           |                                                             |         |                 |                                                                                              |

|                                                                                    |                 |         |                      | |
| 9 augustus 2022 19:00 uur                                                          | Pjoenik Jerevan | 0 – 2   | Rode Ster Belgrado   | Stadion: Republikeins Stadion Vazgen Sargsian, Jerevan Toeschouwers: 6.000 Scheidsrechter: William Collum |
| 9 augustus 2022 19:00 uur                                                          |                 | Verslag | 44' Kanga 60' Pavkov | Stadion: Republikeins Stadion Vazgen Sargsian, Jerevan Toeschouwers: 6.000 Scheidsrechter: William Collum |
| 9 augustus 2022 19:00 uur                                                          |                 |         |                      | Stadion: Republikeins Stadion Vazgen Sargsian, Jerevan Toeschouwers: 6.000 Scheidsrechter: William Collum |
| 9 augustus 2022 19:00 uur                                                          |                 |         |                      | Stadion: Republikeins Stadion Vazgen Sargsian, Jerevan Toeschouwers: 6.000 Scheidsrechter: William Collum |
| Bijz.: Rode Ster Belgrado won over twee wedstrijden met een totaalscore van 7 – 0. |                 |         |                      | |

|                           |            |         |             |                                                                                   |
| 2 augustus 2022 20:00 uur | AS Monaco  | 1 – 1   | PSV         | Stadion: Stade Louis II, Monaco Toeschouwers: 10.802 Scheidsrechter: Davide Massa |
| 2 augustus 2022 20:00 uur | Disasi 80' | Verslag | 38' Veerman | Stadion: Stade Louis II, Monaco Toeschouwers: 10.802 Scheidsrechter: Davide Massa |
| 2 augustus 2022 20:00 uur |            |         |             | Stadion: Stade Louis II, Monaco Toeschouwers: 10.802 Scheidsrechter: Davide Massa |
| 2 augustus 2022 20:00 uur |            |         |             | Stadion: Stade Louis II, Monaco Toeschouwers: 10.802 Scheidsrechter: Davide Massa |
|                           |            |         |             |                                                                                   |

|                                                                     |                                        |              |                            |                                                                                            |
| 9 augustus 2022 20:30 uur                                           | PSV                                    | 3 – 2 (n.v.) | AS Monaco                  | Stadion: Philips Stadion, Eindhoven Toeschouwers: 35.000 Scheidsrechter: Jesús Gil Manzano |
| 9 augustus 2022 20:30 uur                                           | Veerman 21' Gutiérrez 89' de Jong 109' | Verslag      | 58' Maripán 70' Ben Yedder | Stadion: Philips Stadion, Eindhoven Toeschouwers: 35.000 Scheidsrechter: Jesús Gil Manzano |
| 9 augustus 2022 20:30 uur                                           |                                        |              |                            | Stadion: Philips Stadion, Eindhoven Toeschouwers: 35.000 Scheidsrechter: Jesús Gil Manzano |
| 9 augustus 2022 20:30 uur                                           |                                        |              |                            | Stadion: Philips Stadion, Eindhoven Toeschouwers: 35.000 Scheidsrechter: Jesús Gil Manzano |
| Bijz.: PSV won over twee wedstrijden met een totaalscore van 4 – 3. |                                        |              |                            |                                                                                            |

|                           |                |         |            |                                                                                           |
| 3 augustus 2022 20:00 uur | FC Dynamo Kiev | 1 – 0   | Sturm Graz | Stadion: Stadion ŁKS, Łódź, (Polen) Toeschouwers: 6.092 Scheidsrechter: François Letexier |
| 3 augustus 2022 20:00 uur | Karavajev 28'  | Verslag |            | Stadion: Stadion ŁKS, Łódź, (Polen) Toeschouwers: 6.092 Scheidsrechter: François Letexier |
| 3 augustus 2022 20:00 uur |                |         |            | Stadion: Stadion ŁKS, Łódź, (Polen) Toeschouwers: 6.092 Scheidsrechter: François Letexier |
| 3 augustus 2022 20:00 uur |                |         |            | Stadion: Stadion ŁKS, Łódź, (Polen) Toeschouwers: 6.092 Scheidsrechter: François Letexier |
|                           |                |         |            |                                                                                           |

|                                                                                |                                    |              |                                |                                                                                |
| 9 augustus 2022 20:30 uur                                                      | Sturm Graz                         | 1 – 2 (n.v.) | FC Dynamo Kiev                 | Stadion: Merkur Arena, Graz Toeschouwers: 14.007 Scheidsrechter: Ivan Kružliak |
| 9 augustus 2022 20:30 uur                                                      | Højlund 27' Sarkaria 90+5', 105+1' | Verslag      | 97' Vivcharenko 112' Tsyhankov | Stadion: Merkur Arena, Graz Toeschouwers: 14.007 Scheidsrechter: Ivan Kružliak |
| 9 augustus 2022 20:30 uur                                                      |                                    |              |                                | Stadion: Merkur Arena, Graz Toeschouwers: 14.007 Scheidsrechter: Ivan Kružliak |
| 9 augustus 2022 20:30 uur                                                      |                                    |              |                                | Stadion: Merkur Arena, Graz Toeschouwers: 14.007 Scheidsrechter: Ivan Kružliak |
| Bijz.: FC Dynamo Kiev won over twee wedstrijden met een totaalscore van 3 – 1. |                                    |              |                                |                                                                                |

|                           |                              |         |            |                                                                             |
| 2 augustus 2022 20:45 uur | Union Sint-Gillis            | 2 – 0   | Rangers FC | Stadion: Den Dreef, Leuven Toeschouwers: 1.100 Scheidsrechter: Irfan Peljto |
| 2 augustus 2022 20:45 uur | Teuma 27' Vanzeir 76' (pen.) | Verslag |            | Stadion: Den Dreef, Leuven Toeschouwers: 1.100 Scheidsrechter: Irfan Peljto |
| 2 augustus 2022 20:45 uur |                              |         |            | Stadion: Den Dreef, Leuven Toeschouwers: 1.100 Scheidsrechter: Irfan Peljto |
| 2 augustus 2022 20:45 uur |                              |         |            | Stadion: Den Dreef, Leuven Toeschouwers: 1.100 Scheidsrechter: Irfan Peljto |
|                           |                              |         |            |                                                                             |

|                                                                            |                                            |         |                   |                                                                                              |
| 9 augustus 2022 20:45 uur                                                  | Rangers FC                                 | 3 – 0   | Union Sint-Gillis | Stadion: Ibrox Stadium, Glasgow Toeschouwers: 48.454 Scheidsrechter: Anastasios Sidiropoulos |
| 9 augustus 2022 20:45 uur                                                  | Tavernier 45' (pen.) Čolak 58' Tillman 79' | Verslag | 75', 90+4' Amani  | Stadion: Ibrox Stadium, Glasgow Toeschouwers: 48.454 Scheidsrechter: Anastasios Sidiropoulos |
| 9 augustus 2022 20:45 uur                                                  |                                            |         |                   | Stadion: Ibrox Stadium, Glasgow Toeschouwers: 48.454 Scheidsrechter: Anastasios Sidiropoulos |
| 9 augustus 2022 20:45 uur                                                  |                                            |         |                   | Stadion: Ibrox Stadium, Glasgow Toeschouwers: 48.454 Scheidsrechter: Anastasios Sidiropoulos |
| Bijz.: Rangers FC won over twee wedstrijden met een totaalscore van 3 – 2. |                                            |         |                   |                                                                                              |

|                           |                                           |         |                  |                                                                                            |
| 2 augustus 2022 21:00 uur | SL Benfica                                | 4 – 1   | FC Midtjylland   | Stadion: Estádio da Luz, Lissabon Toeschouwers: 53.346 Scheidsrechter: Alejandro Hernández |
| 2 augustus 2022 21:00 uur | Gonçalo Ramos 17', 33', 61' Fernández 40' | Verslag | 78' (pen.) Sisto | Stadion: Estádio da Luz, Lissabon Toeschouwers: 53.346 Scheidsrechter: Alejandro Hernández |
| 2 augustus 2022 21:00 uur |                                           |         |                  | Stadion: Estádio da Luz, Lissabon Toeschouwers: 53.346 Scheidsrechter: Alejandro Hernández |
| 2 augustus 2022 21:00 uur |                                           |         |                  | Stadion: Estádio da Luz, Lissabon Toeschouwers: 53.346 Scheidsrechter: Alejandro Hernández |
|                           |                                           |         |                  |                                                                                            |

|                                                                            |                |         |                                                       |                                                                                            |
| 9 augustus 2022 19:45 uur                                                  | FC Midtjylland | 1 – 3   | SL Benfica                                            | Stadion: Cepheus Park Randers, Randers Toeschouwers: 5.111 Scheidsrechter: Srđan Jovanović |
| 9 augustus 2022 19:45 uur                                                  | Sisto 63'      | Verslag | 23' Fernández 56' Henrique Araújo 88' Diogo Gonçalves | Stadion: Cepheus Park Randers, Randers Toeschouwers: 5.111 Scheidsrechter: Srđan Jovanović |
| 9 augustus 2022 19:45 uur                                                  |                |         |                                                       | Stadion: Cepheus Park Randers, Randers Toeschouwers: 5.111 Scheidsrechter: Srđan Jovanović |
| 9 augustus 2022 19:45 uur                                                  |                |         |                                                       | Stadion: Cepheus Park Randers, Randers Toeschouwers: 5.111 Scheidsrechter: Srđan Jovanović |
| Bijz.: SL Benfica won over twee wedstrijden met een totaalscore van 7 – 2. |                |         |                                                       |                                                                                            |

### Play-offronde
De play-offronde bestond uit twee aparte constructies: een voor kampioenen en een voor niet-kampioenen. De loting vond plaats op 2 augustus 2022. De heenwedstrijden werden gespeeld op 16 en 17 augustus, de terugwedstrijden op 23 en 24 augustus 2022. De verliezende clubs van beide constructies stroomden door naar de groepsfase van de UEFA Europa League.

#### Loting

##### Kampioenen
Aan de play-offronde voor kampioenen deden 8 clubs mee: 2 nieuwe clubs en de 6 winnaars uit de derde kwalificatieronde (kampioenen).
| Geplaatst | Geplaatst                                                      | Ongeplaatst     | Ongeplaatst |
| Team | Coeff.                                                         | Team            | Coeff.      |
| --- | -------------------------------------------------------------- | --------------- | ----------- |
| Dinamo Zagreb * | 49.500                                                         | FK Qarabağ *    | 25.000      |
| Rode Ster Belgrado * | 46.000                                                         | FK Bodø/Glimt * | 17.000      |
| FC Kopenhagen | 40.500                                                         | Maccabi Haifa * | (14.000)    |
| FC Viktoria Pilsen * | 31.000                                                         | Trabzonspor     | 05.500      |
| \| Legenda \| \| \| Geplaatst voor de groepsfase in het hoofdtoernooi \| \| \| Geplaatst voor de groepsfase in het hoofdtoernooi van de Europa League \| \| \| Symbool: \| Betekenis: \| \| * \| Deze clubs waren tijdens de loting nog niet bekend \| \| (.....) \| Door op de coëfficiënt van de tegenstander uit de vorige ronde \| |                                                                |                 |             |
| Legenda |                                                                |                 |             |
| Geplaatst voor de groepsfase in het hoofdtoernooi |                                                                |                 |             |
| Geplaatst voor de groepsfase in het hoofdtoernooi van de Europa League |                                                                |                 |             |
| Symbool: | Betekenis:                                                     |                 |             |
| * | Deze clubs waren tijdens de loting nog niet bekend             |                 |             |
| (.....) | Door op de coëfficiënt van de tegenstander uit de vorige ronde |                 |             |

##### Niet-kampioenen
Aan de play-offronde voor niet-kampioenen deden de 4 winnaars van de derde kwalificatieronde (niet-kampioenen) mee.
| Geplaatst | Geplaatst                                          | Ongeplaatst      | Ongeplaatst |
| Team | Coeff.                                             | Team             | Coeff.      |
| --- | -------------------------------------------------- | ---------------- | ----------- |
| SL Benfica * | 61.000                                             | FC Dynamo Kiev * | 44.000      |
| Rangers FC * | 50.250                                             | PSV *            | 33.000      |
| \| Legenda \| \| \| Geplaatst voor de groepsfase in het hoofdtoernooi \| \| \| Geplaatst voor de groepsfase in het hoofdtoernooi van de Europa League \| \| \| Symbool: \| Betekenis: \| \| * \| Deze clubs waren tijdens de loting nog niet bekend \| |                                                    |                  |             |
| Legenda |                                                    |                  |             |
| Geplaatst voor de groepsfase in het hoofdtoernooi |                                                    |                  |             |
| Geplaatst voor de groepsfase in het hoofdtoernooi van de Europa League |                                                    |                  |             |
| Symbool: | Betekenis:                                         |                  |             |
| * | Deze clubs waren tijdens de loting nog niet bekend |                  |             |

#### Uitslag loting en uitslagen
| Team 1          | Tot.       | Team 2             | 1e wedstr. | 2e wedstr.   |
| Kampioenen      | Kampioenen | Kampioenen         | Kampioenen | Kampioenen   |
| --------------- | ---------- | ------------------ | ---------- | ------------ |
| FK Qarabağ      | 1 – 2      | FC Viktoria Pilsen | 0 – 0      | 1 – 2        |
| FK Bodø/Glimt   | 2 – 4      | Dinamo Zagreb      | 1 – 0      | 1 – 4 (n.v.) |
| Maccabi Haifa   | 5 – 4      | Rode Ster Belgrado | 3 – 2      | 2 – 2        |
| FC Kopenhagen   | 2 – 1      | Trabzonspor        | 2 – 1      | 0 – 0        |
| Niet-kampioenen |            |                    |            |              |
| FC Dynamo Kiev  | 0 – 5      | SL Benfica         | 0 – 2      | 0 – 3        |
| Rangers FC      | 3 – 2      | PSV                | 2 – 2      | 1 – 0        |

#### Wedstrijden

##### Heen- en terugwedstrijden
|                            |            |       |                    |                                                                                            |
| 17 augustus 2022 18:45 uur | FK Qarabağ | 0 – 0 | FC Viktoria Pilsen | Stadion: Tofikh Bakhramovstadion, Bakoe Toeschouwers: 31.150 Scheidsrechter: Slavko Vinčić |
| 17 augustus 2022 18:45 uur | Verslag    |       |                    | Stadion: Tofikh Bakhramovstadion, Bakoe Toeschouwers: 31.150 Scheidsrechter: Slavko Vinčić |
| 17 augustus 2022 18:45 uur |            |       |                    | Stadion: Tofikh Bakhramovstadion, Bakoe Toeschouwers: 31.150 Scheidsrechter: Slavko Vinčić |
| 17 augustus 2022 18:45 uur |            |       |                    | Stadion: Tofikh Bakhramovstadion, Bakoe Toeschouwers: 31.150 Scheidsrechter: Slavko Vinčić |
|                            |            |       |                    |                                                                                            |

|                                                                                    |                       |         |            |                                                                                       |
| 23 augustus 2022 21:00 uur                                                         | FC Viktoria Pilsen    | 2 – 1   | FK Qarabağ | Stadion: Doosan Arena,, Pilsen Toeschouwers: 10.963 Scheidsrechter: Artur Soares Dias |
| 23 augustus 2022 21:00 uur                                                         | Kopic 58' Kliment 73' | Verslag | 38' Ozobić | Stadion: Doosan Arena,, Pilsen Toeschouwers: 10.963 Scheidsrechter: Artur Soares Dias |
| 23 augustus 2022 21:00 uur                                                         |                       |         |            | Stadion: Doosan Arena,, Pilsen Toeschouwers: 10.963 Scheidsrechter: Artur Soares Dias |
| 23 augustus 2022 21:00 uur                                                         |                       |         |            | Stadion: Doosan Arena,, Pilsen Toeschouwers: 10.963 Scheidsrechter: Artur Soares Dias |
| Bijz.: FC Viktoria Pilsen won over twee wedstrijden met een totaalscore van 2 – 1. |                       |         |            |                                                                                       |

|                            |                |         |               |                                                                                  |
| 16 augustus 2022 21:00 uur | FK Bodø/Glimt  | 1 – 0   | Dinamo Zagreb | Stadion: Aspmyrastadion, Bodø Toeschouwers: 7.762 Scheidsrechter: Danny Makkelie |
| 16 augustus 2022 21:00 uur | Pellegrino 37' | Verslag |               | Stadion: Aspmyrastadion, Bodø Toeschouwers: 7.762 Scheidsrechter: Danny Makkelie |
| 16 augustus 2022 21:00 uur |                |         |               | Stadion: Aspmyrastadion, Bodø Toeschouwers: 7.762 Scheidsrechter: Danny Makkelie |
| 16 augustus 2022 21:00 uur |                |         |               | Stadion: Aspmyrastadion, Bodø Toeschouwers: 7.762 Scheidsrechter: Danny Makkelie |
|                            |                |         |               |                                                                                  |

|                                                                               |                                              |              |               |                                                                                           |
| 24 augustus 2022 21:00 uur                                                    | Dinamo Zagreb                                | 4 – 1 (n.v.) | FK Bodø/Glimt | Stadion: Maksimirstadion, Zagreb Toeschouwers: 18.349 Scheidsrechter: Antonio Mateu Lahoz |
| 24 augustus 2022 21:00 uur                                                    | Oršić 4' Petković 35' Drmić 117' Bočkaj 120' | Verslag      | 70' Grønbæk   | Stadion: Maksimirstadion, Zagreb Toeschouwers: 18.349 Scheidsrechter: Antonio Mateu Lahoz |
| 24 augustus 2022 21:00 uur                                                    |                                              |              |               | Stadion: Maksimirstadion, Zagreb Toeschouwers: 18.349 Scheidsrechter: Antonio Mateu Lahoz |
| 24 augustus 2022 21:00 uur                                                    |                                              |              |               | Stadion: Maksimirstadion, Zagreb Toeschouwers: 18.349 Scheidsrechter: Antonio Mateu Lahoz |
| Bijz.: Dinamo Zagreb won over twee wedstrijden met een totaalscore van 4 – 2. |                                              |              |               |                                                                                           |

|                            |                            |         |                     |                                                                                                |
| 17 augustus 2022 21:00 uur | Maccabi Haifa              | 3 – 2   | Rode Ster Belgrado  | Stadion: Sammy Oferstadion, Haifa Toeschouwers: 29.132 Scheidsrechter: Carlos del Cerro Grande |
| 17 augustus 2022 21:00 uur | Pierrot 18', 51' Chery 61' | Verslag | 27' Pešić 40' Kanga | Stadion: Sammy Oferstadion, Haifa Toeschouwers: 29.132 Scheidsrechter: Carlos del Cerro Grande |
| 17 augustus 2022 21:00 uur |                            |         |                     | Stadion: Sammy Oferstadion, Haifa Toeschouwers: 29.132 Scheidsrechter: Carlos del Cerro Grande |
| 17 augustus 2022 21:00 uur |                            |         |                     | Stadion: Sammy Oferstadion, Haifa Toeschouwers: 29.132 Scheidsrechter: Carlos del Cerro Grande |
|                            |                            |         |                     |                                                                                                |

|                                                                               |                      |         |                                  |                                                                                           |
| 23 augustus 2022 21:00 uur                                                    | Rode Ster Belgrado   | 2 – 2   | Maccabi Haifa                    | Stadion: Rajko Mitićstadion, Belgrado Toeschouwers: 47.731 Scheidsrechter: Anthony Taylor |
| 23 augustus 2022 21:00 uur                                                    | Pešić 27' Ivanić 43' | Verslag | 45+5' Sundgren 90' (e.d.) Pavkov | Stadion: Rajko Mitićstadion, Belgrado Toeschouwers: 47.731 Scheidsrechter: Anthony Taylor |
| 23 augustus 2022 21:00 uur                                                    |                      |         |                                  | Stadion: Rajko Mitićstadion, Belgrado Toeschouwers: 47.731 Scheidsrechter: Anthony Taylor |
| 23 augustus 2022 21:00 uur                                                    |                      |         |                                  | Stadion: Rajko Mitićstadion, Belgrado Toeschouwers: 47.731 Scheidsrechter: Anthony Taylor |
| Bijz.: Maccabi Haifa won over twee wedstrijden met een totaalscore van 5 – 4. |                      |         |                                  |                                                                                           |

|                            |                         |         |               |                                                                                 |
| 16 augustus 2022 21:00 uur | FC Kopenhagen           | 2 – 1   | Trabzonspor   | Stadion: Parken, Kopenhagen Toeschouwers: 27.520 Scheidsrechter: Michael Oliver |
| 16 augustus 2022 21:00 uur | Claesson 9' Lerager 48' | Verslag | 79' Bakasetas | Stadion: Parken, Kopenhagen Toeschouwers: 27.520 Scheidsrechter: Michael Oliver |
| 16 augustus 2022 21:00 uur |                         |         |               | Stadion: Parken, Kopenhagen Toeschouwers: 27.520 Scheidsrechter: Michael Oliver |
| 16 augustus 2022 21:00 uur |                         |         |               | Stadion: Parken, Kopenhagen Toeschouwers: 27.520 Scheidsrechter: Michael Oliver |
|                            |                         |         |               |                                                                                 |

|                                                                               |             |       |               |                                                                                          |
| 24 augustus 2022 21:00 uur                                                    | Trabzonspor | 0 – 0 | FC Kopenhagen | Stadion: Şenol Güneşstadion, Trabzon Toeschouwers: 36.128 Scheidsrechter: Danny Makkelie |
| 24 augustus 2022 21:00 uur                                                    | Verslag     |       |               | Stadion: Şenol Güneşstadion, Trabzon Toeschouwers: 36.128 Scheidsrechter: Danny Makkelie |
| 24 augustus 2022 21:00 uur                                                    |             |       |               | Stadion: Şenol Güneşstadion, Trabzon Toeschouwers: 36.128 Scheidsrechter: Danny Makkelie |
| 24 augustus 2022 21:00 uur                                                    |             |       |               | Stadion: Şenol Güneşstadion, Trabzon Toeschouwers: 36.128 Scheidsrechter: Danny Makkelie |
| Bijz.: FC Kopenhagen won over twee wedstrijden met een totaalscore van 2 – 1. |             |       |               |                                                                                          |

|                            |                |         |                               |                                                                                       |
| 17 augustus 2022 21:00 uur | FC Dynamo Kiev | 0 – 2   | SL Benfica                    | Stadion: Stadion ŁKS, Łódź, (Polen) Toeschouwers: 16.450 Scheidsrechter: Felix Zwayer |
| 17 augustus 2022 21:00 uur |                | Verslag | 9' Gilberto 37' Gonçalo Ramos | Stadion: Stadion ŁKS, Łódź, (Polen) Toeschouwers: 16.450 Scheidsrechter: Felix Zwayer |
| 17 augustus 2022 21:00 uur |                |         |                               | Stadion: Stadion ŁKS, Łódź, (Polen) Toeschouwers: 16.450 Scheidsrechter: Felix Zwayer |
| 17 augustus 2022 21:00 uur |                |         |                               | Stadion: Stadion ŁKS, Łódź, (Polen) Toeschouwers: 16.450 Scheidsrechter: Felix Zwayer |
|                            |                |         |                               |                                                                                       |

|                                                                            |                                       |         |                |                                                                                       |
| 23 augustus 2022 21:00 uur                                                 | SL Benfica                            | 3 – 0   | FC Dynamo Kiev | Stadion: Estádio da Luz, Lissabon Toeschouwers: 58.705 Scheidsrechter: Clément Turpin |
| 23 augustus 2022 21:00 uur                                                 | Otamendi 27' Rafa Silva 40' Neres 42' | Verslag |                | Stadion: Estádio da Luz, Lissabon Toeschouwers: 58.705 Scheidsrechter: Clément Turpin |
| 23 augustus 2022 21:00 uur                                                 |                                       |         |                | Stadion: Estádio da Luz, Lissabon Toeschouwers: 58.705 Scheidsrechter: Clément Turpin |
| 23 augustus 2022 21:00 uur                                                 |                                       |         |                | Stadion: Estádio da Luz, Lissabon Toeschouwers: 58.705 Scheidsrechter: Clément Turpin |
| Bijz.: SL Benfica won over twee wedstrijden met een totaalscore van 5 – 0. |                                       |         |                |                                                                                       |

|                            |                        |         |                        |                                                                                     |
| 16 augustus 2022 21:00 uur | Rangers FC             | 2 – 2   | PSV                    | Stadion: Ibrox Stadium, Glasgow Toeschouwers: 49.097 Scheidsrechter: Daniele Orsato |
| 16 augustus 2022 21:00 uur | Čolak 40' Lawrence 70' | Verslag | 37' Sangaré 78' Obispo | Stadion: Ibrox Stadium, Glasgow Toeschouwers: 49.097 Scheidsrechter: Daniele Orsato |
| 16 augustus 2022 21:00 uur |                        |         |                        | Stadion: Ibrox Stadium, Glasgow Toeschouwers: 49.097 Scheidsrechter: Daniele Orsato |
| 16 augustus 2022 21:00 uur |                        |         |                        | Stadion: Ibrox Stadium, Glasgow Toeschouwers: 49.097 Scheidsrechter: Daniele Orsato |
|                            |                        |         |                        |                                                                                     |

|                                                                            |     |         |            |                                                                                           |
| 24 augustus 2022 21:00 uur                                                 | PSV | 0 – 1   | Rangers FC | Stadion: Philips Stadion, Eindhoven Toeschouwers: 34.893 Scheidsrechter: Szymon Marciniak |
| 24 augustus 2022 21:00 uur                                                 |     | Verslag | 60' Čolak  | Stadion: Philips Stadion, Eindhoven Toeschouwers: 34.893 Scheidsrechter: Szymon Marciniak |
| 24 augustus 2022 21:00 uur                                                 |     |         |            | Stadion: Philips Stadion, Eindhoven Toeschouwers: 34.893 Scheidsrechter: Szymon Marciniak |
| 24 augustus 2022 21:00 uur                                                 |     |         |            | Stadion: Philips Stadion, Eindhoven Toeschouwers: 34.893 Scheidsrechter: Szymon Marciniak |
| Bijz.: Rangers FC won over twee wedstrijden met een totaalscore van 3 – 2. |     |         |            |                                                                                           |